# نادي باوك لكرة السلة
نادي باوك لكرة السلة هو قسم كرة السلة الاحترافي في نادي باوك سالونيكا اليوناني متعدد الرياضات، والذي يُعرف اختصارا على مستوى أوروبا باسم نادي باوك. تأسس نادي باوك الرياضي عام 1926، ثُم تأسس قسم كرة السلة الخاص بالنادي عام 1928، ويقع مقره الرئيسي في مدينة سالونيك، حيث يلعب مبارياته على ملعبه في صالة ساحة باوك الرياضية، والتي تتسع لحوالي 8142 متفرج. استطاع نادي باوك لكرة السلة إثبات جدارته من خلال مُشاركاته في مواسم بطولة الدوري اليوناني لكرة السلة منذ تأسيسه وحتى الآن، فقد حقق لقب بطولة الدوري اليوناني لكرة السلة للدرجة الأولى مرتين في تاريخه، كانت المرة الأولى في عام 1959، والمرة الثانية في عام 1992، كما فاز ببطولة كأس اليونان لكرة السلة للمحترفين ثلاث مرات كانت أولها في عام 1984، وثانيها في عام 1995، وكان آخرها في عام 1999. أما على مستوى البطولات الأوروبية، فقد فاز نادي باوك لكرة السلة بلقب بطولة كأس أوروبا لكرة السلة لمرتين، وفاز ببطولة كأس الاتحاد الدولي لكرة السلة في موسم 1990-1991، وفاز ببطولة الأندية الأوروبية لكرة السلة للمحترفين للمستوى الثاني، والتي ألغيت لاحقًا كما فاز ببطولة الأندية الأوروبية لكرة السلة للمحترفين للمستوى الثالث، والتي ألغيت لاحقًا.
استطاع نادي باوك لكرة السلة كذلك الفوز بكأس كوراتش لكرة السلة في موسم 1993-1994، كما احتل مرتين مركز الوصيف ببطولة كأس سابورتا لكرة السلة في موسمي 1991-1992 وموسم 1995-1996. أما على مستوى مسابقات الدوري الأوروبي الممتاز لكرة السلة، فقد احتل نادي باوك لكرة السلة المركز الثالث في نسخة البطولة لعام 1993 في أثينا.

## التاريخ

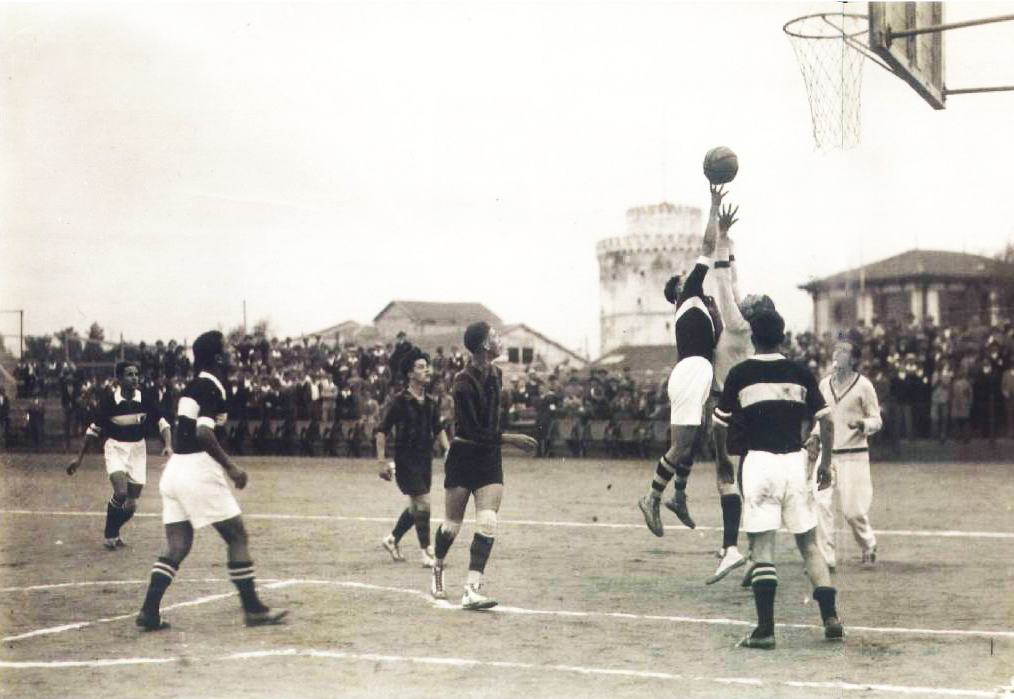
فريق نادي باوك لكرة السلة خلال مباراته أمام فريق هانث لكرة السلة في عشرينيات القرن العشرين

تأسس قسم كرة السلة للرجال [نادي باوك متعدد الرياضات في سالونيك عام 1928 بمبادرة من أليكوس ألكسياديس أحد أعضاء مجلس إدارة نادي باوك، والذي كان قد تأسس عام 1926. توقف نشاط النادي لبعض الوقت، ثم أعيد إحياء قسم كرة السلة الخاص بالنادي مرة أخرى بعد الحرب العالمية الثانية، وبدأ أليكوس ألكسياديس في تشكيل فريق لكرة السلة من الأطفال الذين لعبوا في ملعب كرة السلة الوحيد في سالونيك. وكان أول لقب يحققه فريق نادي باوك كرة السلة عندما فاز ببطولة الدوري اليوناني لكرة السلة في موسم 1958-1959، وتوج الفريق بطلاً لليونان، وكان يتألف في ذلك الوقت من لاعبين بارزين مثل دابونتيس، وكيرياكو، وأوكونومو، وباشاليس، وستاليوس، وكوكوس، وثيوريديس، وأنجيليديس، وستيرجيو، وكونستانتينيديس، بالإضافة إلى لاعب ومدرب الفريق إيراكليوس كلاجاس. كانت أولى مشاركات نادي باوك لكرة السلة في المسابقات الأوروبية واسعة النطاق عندما شارك في العام التالي لأول مرة في بطولة كأس أبطال أوروبا لكرة السلة، ولكنه خرج من الدور الأول للبطولة بعدما خسر مباراته أمام نادي بوخاريست بطل رومانيا. وعندما أعيد إنشاء الدوري اليوناني لكرة السلة ليصبح دوريًا وطنيًا، نافس باوك في دوري الدرجة الثانية لكرة السلة، ولكن سرعان ما استطاع الصعود في العام التالي لينافس في الدوري اليوناني للدرجة الأولى. كان موسم 1976-1977 هو أسوأ موسم في تاريخ نادي باوك لكرة السلة للرجال حتى الآن، على الرغم من أنه استطاع تجنب الهبوط، لدوري الدرجة الثانية بفوزه على فريق نادي ديموكريتوس بنتيجة 66-53 في مباراة الملحق.
في النسخة الأولى من بطولة كأس اليونان لكرة السلة، والتي أقيمت عام 1982، خسر فريق نادي باوك لكرة السلة للرجال في المباراة النهائية أمام فريق نادي باناثينايكوس لكرة السلة للرجال، على الرغم من أن المباراة كانت تُلعب في صالة ألكساندريو ميلاثرون، والتي كانت بمثابة الملعب الرئيسي لنادي باوك في ذلك الوقت. وفي العام التالي احتل الفريق مركز الوصافة في موسم 1982-1983 من بطولة كأس اليونان لكرة السلة خلف فريق نادي أريس لكرة السلة.
كان هناك نوع من المنافسة القوية بين كل من فريق نادي أريس لكرة السلة وفريق نادي باوك لكرة السلة، وعندما وصل الفريقان إلى نهائي بطولة كأس اليونان، أمر فايدون ماثيو، مدرب باوك في ذلك الوقت، جميع اللاعبين في الفريق بحلق رؤوسهم بالكامل لتعزيز روح التنافس. وبالفعل تمكن فريق نادي باوك من الفوز بكأس اليونان لكرة السلة بفارق أربع نقاط على فريق آريس وبنتيجة 74-70، واشتهر نهائي ذلك الموسم من البطولة باسم نهائي الرؤوس المحلوقة.
شارك اللاعب باني بريليفيتش لأول مرة مع فريق نادي باوك لكرة السلة خلال موسم 1988-1989 عندما كان في الثانية والعشرين من عمره، وهو اللاعب الذي أصبح بعد ذلك قائدا لفريق نادي باوك، وأكثر لاعبي الفريق شعبية وشهرة لدى جماهير النادي، وكثيرا ما قورن بريليفيتش بلاعب كرة السلة بنيكوس جاليس الذي كان في ذلك الوقت قائدا لفريق نادي أريس لكرة السلة، حيث اشتهر بريليفيتش بولائه لفريق نادي باوك لكرة السلة، فعلى الرغم من تعرضه لعدد من الإصابات بسبب ضعف ساقيه، كان غالبا ما يختار الاستمرار في اللعب مع الفريق وتناول جرعات كبيرة من مسكنات الألم، بدلاً من تفويت المباريات المهمة. استطاع نادي باوك خلال حقبة الثمانينيات من القرن العشرين أن يحتل المركز الثاني في الدوري اليوناني لكرة السلة للمحترفين للرجال خلف نادي أريس لكرة السلة للرجال.
فاز نادي باوك لكرة السلة بلقب موسم 1990-1991 من بطولة كأس أبطال الكؤوس الأوروبية لكرة السلة، والتي أصبحت تعرف بعد ذلك باسم كأس سابورتا، بعدما تغلب في المباراة النهائية التي أقيمت في مدينة جنيف بسويسرا في 26 مارس (آذار) 1991 على فريق نادي ريال سرقسطة الإسباني بنتيجة 76-72. وفي 10 أبريل (نيسان) 1991، وبعدما خسر فريق نادي باوك لكرة السلة نهائي بطولة كأس اليونان أمام فريق نادي بانيونيوس في مدينة بيرايوس، هاجم عدد من مثيري الشغب المجهولين سيارة تقل مشجعي فريق نادي باوك أثناء مرورها عبر الطريق الوطني اليوناني رقم 1 باستخدام زجاجة مولوتوف بدائية الصنع، وأسفر الهجوم عن وفاة شخصين وأصابة شخصين آخرين بجروح خطيرة، ولم تعثر الشرطة على الجناة.
وصل فريق نادي باوك لكرة السلة إلى نهائي نفس البطولة مرة أخرى في موسم 1991-1992، ولكنه خسر المباراة النهائية في هذه المرة أمام فريق نادي ريال مدريد أسيجوريتور الإسباني بنتيجة 65-63. كانت المباراة تتجه إلى الوقت الإضافي بعد أن تعادل الفريقين بنتيجة 63 نقطة لكل فريق، لولا أن اللاعب باناجيوتيس فاسولاس خسر الكرة أمام ريكي براون في آخر ثانيتين من المباراة، واستطاع فريق نادي ريال مدريد لكرة السلة الفوز بطريقة غير متوقعة. حقق فريق نادي باوك لكرة السلة في نفس العام لقب بطولة الدوري اليوناني لكرة السلة بعد فوزه على فريق نادي أريس في المرحلة المصغرة من الدور الرابع بالدوري، ثم فوزه على فريق نادي أولمبياكوس في نهائي التصفيات.
ضم تشكيل فريق نادي باوك لكرة السلة خلال موسم 1992-1993 العديد من الأسماء البارزة كلاعبين أساسيين مثل جون كورفاس، وباني بريليفيتش، وكليف ليفينجستون، وكين بارلو، وبانجيوتيس فاسولاس تحت قيادة المدرب اليوغوسلافي دوشان إيفكوفيتش. وهو ما مكن الفريق في ذلك الموسم من التأهل للمنافسة في النسخة الأولى من بطولة كأس الأندية الأوروبية لكرة السلة، كما شارك الفريق لأول مرة في بطولة الدوري الأوروبي لكرة السلة للدرجة الأولى، ثم استطاع نادي باوك الوصول إلى نهائي أثينا عام 1993، ولكنه خسر مباراة الدور نصف النهائي نتيجة 79-77 أمام فريق نادي بينيتون تريفيزو حامل لقب الدوري الإيطالي لكرة السلة آنذاك، والذي كان يقوده النجم الكرواتي توني كوكوتش. ثم استطاع فريق نادي باوك بعد يومين أن يحتل المركز الثالث في البطولة بعدما تغلب في مباراة تحديد المركز الثالث على فريق نادي ريال مدريد تيكا الإسباني، والذي كان يقوده النجم الليتواني أرفيداس سابونيس واللاعب الأمريكي ريكي براون.
عاد فريق نادي باوك لكرة السلة لمواصله نجاحاته على المستوى الأوروبي خلال موسم 1993-1994، فاستطاع الفوز ببطولة كأس كوراتش الأوروبية من الدرجة الثالثة، بعدما فاز في مباراتي الدور النهائي على فريق نادي ستيفانيل تريستي الإيطالي بفارق 9 نقاط.. وفي العام التالي، نجح فريق نادي باوك لكرة السلة في الفوز بلقب كأس اليونان لكرة السلة، بعدما تغلب على فريق نادي تشيبيتا بانيونيوس لكرة السلة بنتيجة 72-53 أي بفارق 19 نقطة. وصل فريق نادي باوك لكرة السلة إلى نهائي كأس أوروبا لكرة السلة (كأس سابورتا) مرة أخرى في موسم 1995-1996، ولكنه خسر أمام فريق نادي تاوغريس الإسباني بنتيجة 88-81. وبعد ثلاث سنوات، تمكن فريق نادي باوك لكرة السلة من الفوز مرة أخرى بلقب كأس اليونان لكرة السلة لعام 1999 بعدما فاز على فريق نادي أيك أثينا بنتيجة 71-54.
لعب باني بريليفيتش لصالح أندية كيندر بولونيا وأيك أثينا لفترات قصيرة عاد بعدها للعب في صفوف نادي باوك لكرة السلة قبل اعتزاله لعب كرة السلة في نهاية موسم 1999-2000، ثم عودته لاحقًا إلى صفوف نادي باوك لكرة السلة ولكن كمدرب مساعد في موسم 2001-2002.
وفي موسم 2010–2011 احتل فريق نادي باوك لكرة السلة المركز الثالث في الدوري اليوناني لكرة السلة مما سمح له بالمشاركة في التصفيات المؤهلة لبطولة لموسم 2011–2012 من بطولة الدوري الأوروبي لكرة السلة، غير أن نتائج الفريق جاءت مخيبة للأمال في العام التالي، إذ احتل المركز الثامن في بطولة الدوري اليوناني لكرة السلة خلال موسم 2011–2012، وهو ما حرمه من المشاركة في النسخة التالية من بطولة الدوري الأوروبي لكرة السلة في موسم 2012–13. وفي موسم 2012–2013، احتل باوك المركز الخامس في بطولة الدوري اليوناني لكرة السلة فعاد ليشارك من جديد في نسخة موسم عام 2013-2014 من بطولة الدوري الأوروبي لكرة السلة. احتل فريق نادي باوك لكرة السلة المركز الثالث في بطولة الدوري اليوناني لكرة السلة خلال موسم 2013-2014 وموسم 2014-2015، ثم احتل المركز الخامس في موسم 2015–2016 من الدوري اليوناني لكرة السلة، وهو ما تسبب في إقالة مدرب الفريق سوليس ماركوبولوس والتعاقد مع إيلياس باباثيودورو كمدرب للفريق بدلا منه، ليحتل الفريق المركز الثالث مجددا في موسم 2017-2018 من بطولة الدوري اليوناني لكرة السلة. شارك فريق نادي باوك لكرة السلة أيضًا في بطولة كأس أوروبا لأندية كرة السلة من الدرجة الثانية، ولكن بعد الجدل الذي أثير حول بطولة الدوري الأوروبي لكرة السلة خلال موسم 2015-2017، قرر نادي باوك أن تقتقصر مشاركاته على المسابقات التي ينظمها الاتحاد الدولي لكرة السلة فقط، وبناءا على ذلك فقد اختار المنافسة في بطولة دوري أبطال أوروبا لكرة السلة، بدلاً من المشاركة في بطولة كأس أوروبا لكرة السلة. كان موسم 2019-2020 هو الموسم الأسوأ في تاريخ نادي باوك لكرة السلة بعد أن أنهى الموسم في المركز الأخير في الدوري اليوناني لكرة السلة، وعلى الرغم من ذلك فإنه لم يهبط بسبب جائحة كوفيد-19. ومع بداية موسم 2020-2021، أجرى نادي باوك العديد من التغييرات على فريقه الأساسي فأدخل إلى تشكيل الفريق لاعبين شباب مميزين مثل إيليجاه ميترو لونج تحت قيادة فانجيليس مارغاريتيس مع منح الفرصة لبعض اللاعبين الشباب مثل كونستانتينوس إياتريديس باللعب لوقت أطول، وقد كانت هذه الإجراءت بمثابة خطوة في الطريق الصحيح الذي أعاد فريق نادي باوك لكرة السلة إلى مراكز الأولى في بطولة الدوري اليوناني لكرة السلة، وللمنافسة في البطولات الأوروبية من جديد.

## الملعب

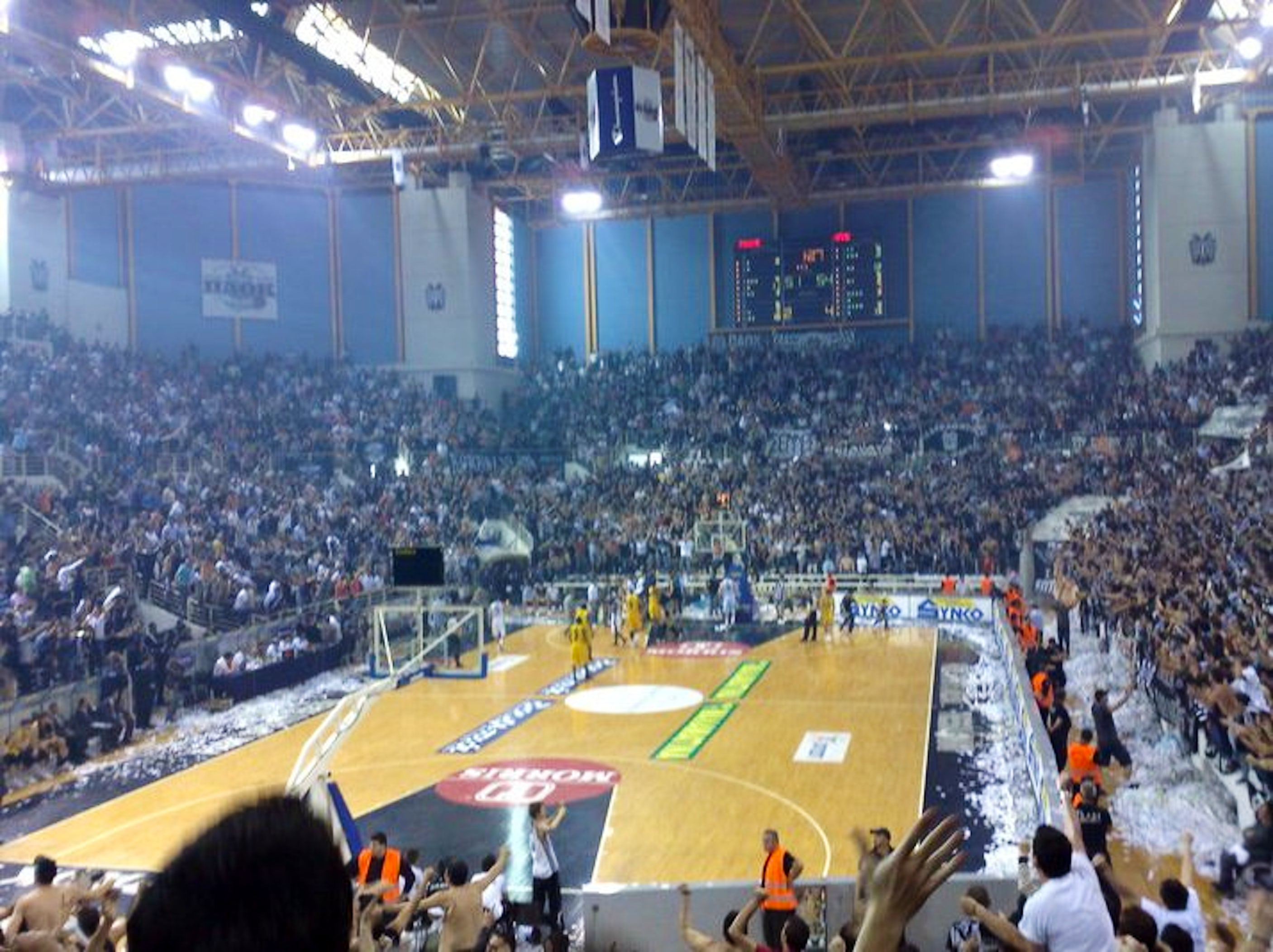
صالة باوك الرياضية في 2008

لعب نادي باوك لكرة السلة مبارياته خلال السنوات الأولى من تأسيسه على أرضه في ملعب سالونيك، ثم أصبحت صالة قاعة نيك جاليس التي تبلغ سعتها 5183 مقعدا في ملعب ألكسندريو ميلاثرون بمثابة الملعب الرئيسي لسنوات طويلة لكل من فريق نادي باوك لكرة السلة، وفريق نادي أريس لكرة السلة، ولكن في 17 مارس (آذار) 2000 اففتتحت صالة باوك الرياضية الجديدة في ساحة باوك الرياضية بسعة بلغت 8500 مقعد لتصبح ملعبا رئيسيا لفريق نادي باوك لكرة السلة.

## البطولات والألقاب
كان نادي باوك لكرة السلة يُعد واحدا من أفضل الفرق في الدوري اليوناني لكرة السلة خلال حقبة التسعينيات من القرن العشرين، فقد وصل فريقه إلى الدور نصف النهائي من بطولة الدوري كل عام، وفاز ببطولة الدوري اليوناني لكرة السلة في عام 1992، كما لعب في نهائيات الدوري في أعوام 1994 و1998 و2000، واحتل المركز الثالث في الدوري اليوناني لكرة السلة خلال أعوام 1993 و1997 و1999.

### البطولات والألقاب المحلية
| البطولة                      | عدد مرات الفوز باللقب | سنوات الفوز باللقب | عدد مرات وصافة البطولة | سنوات الوصافة |
| ---------------------------- | --------------------- | ------------------ | ---------------------- | ------------- |
| الدوري اليوناني لكرة السلة   | 2                     | 1958–59            | 9                      | 1959–60       |
| الدوري اليوناني لكرة السلة   | 2                     | 1958–59            | 9                      | 1984–85       |
| الدوري اليوناني لكرة السلة   | 2                     | 1958–59            | 9                      | 1987–88       |
| الدوري اليوناني لكرة السلة   | 2                     | 1958–59            | 9                      | 1988–89       |
| الدوري اليوناني لكرة السلة   | 2                     | 1958–59            | 9                      | 1989–90       |
| الدوري اليوناني لكرة السلة   | 2                     | 1991–92            | 9                      | 1990–91       |
| الدوري اليوناني لكرة السلة   | 2                     | 1991–92            | 9                      | 1993–94       |
| الدوري اليوناني لكرة السلة   | 2                     | 1991–92            | 9                      | 1997–98       |
| الدوري اليوناني لكرة السلة   | 2                     | 1991–92            | 9                      | 1999–2000     |
| بطولة كأس اليونان لكرة السلة | 3                     | 1983–84            | 5                      | 1981–82       |
| بطولة كأس اليونان لكرة السلة | 3                     | 1983–84            | 5                      | 1988–89       |
| بطولة كأس اليونان لكرة السلة | 3                     | 1994–95            | 5                      | 1989–90       |
| بطولة كأس اليونان لكرة السلة | 3                     | 1994–95            | 5                      | 1990–91       |
| بطولة كأس اليونان لكرة السلة | 3                     | 1998–99            | 5                      | 2018–19       |

### البطولات والألقاب الأوروبية
| البطولة                    | سنوات الفوز باللقب | سنوات وصافة اللقب | سنوات الفوز بالمركز الثالث | الوصول إلى الدور نصف النهائي |
| -------------------------- | ------------------ | ----------------- | -------------------------- | ---------------------------- |
| الدوري الأوروبي لكرة السلة | 0                  | 0                 | 1992–93                    | 1992–93                      |
| كأس سابورتا                | 1990–91            | 1991–92           | 0                          | 1989–90                      |
| كأس سابورتا                | 1990–91            | 1995–96           | 0                          | 1989–90                      |
| كأس كوراتش لكرة السلة      | 1993–94            |                   |                            |                              |

### البطولات الودية
| البطولة                      | عدد مرات الفوز باللقب | سنوات الفوز باللقب |
| ---------------------------- | --------------------- | ------------------ |
| بطولة مافروسكوفيا لكرة السلة | 6                     | 2008               |
| بطولة مافروسكوفيا لكرة السلة | 6                     | 2010               |
| بطولة مافروسكوفيا لكرة السلة | 6                     | 2017               |
| بطولة مافروسكوفيا لكرة السلة | 6                     | 2018               |
| بطولة مافروسكوفيا لكرة السلة | 6                     | 2019               |
| بطولة مافروسكوفيا لكرة السلة | 6                     | 2023               |
| كأس ليجراند ليموج لكرة السلة | 1                     | 1991               |

## المواسم
| الموسم  | الدوري اليوناني لكرة السلة         | بطولة كأس اليونان لكرة السلة              | البطولات الأوروبية                                                                     | المدرب                                                                            | قائمة لاعبي الفريق |
| ------- | ---------------------------------- | ----------------------------------------- | -------------------------------------------------------------------------------------- | --------------------------------------------------------------------------------- | --- |
| 1958–59 | المركز الاول (حامل لقب البطولة)    | -                                         | -                                                                                      | إيراكليوس كلاجكاس                                                                 | - أوريستيس أنجيليديس - أستيريديس كونستانتينيدس - جورجيوس أويكونومو - كرياكو كلاجكاس - كوكوس باشاليس - ستاليوس ستيرجيو - ديميتريس دابونتيس - ثيودوريديس |
| 1959–60 | المركز الثاني                      | -                                         | الدوري الأوروبي لكرة السلة (جاء ضمن المراكز الاثنين والثلاثين الأخيرة)                 |                                                                                   | |
| 1974–75 | المركز الرابع                      | -                                         | كأس كوراتش لكرة السلة (جاء ضمن المراكز الاثنين والثلاثين الأخيرة)                      |                                                                                   | |
| 1975–76 | المركز التاسع                      | جاء ضمن المراكز الاثنين والثلاثين الأخيرة | كأس كوراتش لكرة السلة (جاء ضمن المراكز الاثنين والثلاثين الأخيرة)                      |                                                                                   | |
| 1981–82 | المركز الثالث                      | المركز الثاني (الوصيف)                    | كأس كوراتش لكرة السلة (جاء ضمن المراكز الاثنين والثلاثين الأخيرة)                      | ثيودوروس رودوبولوس                                                                | - فانجيليس أليكساندرس - باناجيوتيس فاسولاس - مانثوس كاتسوليس - جيانيس بوليتيس - زاهارياس كاتسوليس - ، ، ، ، ، Dimitris Kalpakis، Christos Konstantinidis، Thanasis Koumatsiotis, Gaitanis, Delapashos, Bourlivas, Stratis, Dimitris Tsakagiannis |
| 1982–83 | المركز الثاني                      | جاء ضمن المراكز الأربعة الأخيرة           | كأس سابورتا (جاء ضمن المراكز الستة عشر الأخيرة)                                        | ثيودوروس رودوبولوس                                                                | - فانجيليس أليكساندرس - باناجيوتيس فاسولاس - جيانيس بوليتيس - زاهارياس كاتسوليس - ، ، ، ، Alexis Bakopoulos، Dimitris Kalpakis، Christos Konstantinidis، Thanasis Koumatsiotis, Gaitanis, Polichronakos, Bourlivas, Michael Angelidis |
| 1983–84 | المركز الثالث                      | المركز الاول (حامل لقب البطولة)           | كأس كوراتش لكرة السلة (جاء ضمن المراكز الستة عشر الأخيرة)                              | - هاري باباس - فيدون ماثيو                                                        | - فانجيليس أليكساندرس - باناجيوتيس فاسولاس - مانثوس كاتسوليس - جيانيس بوليتيس - زاهارياس كاتسوليس - نيكوس ستافروبولوس - ، ، ، ، ، Alexis Bakopoulos، Dimitris Kalpakis، Christos Konstantinidis، Thanasis Koumatsiotis, Polikratis, Michael Angelidis, Polichronakos |
| 1984–85 | المركز الثاني (الوصيف)             | جاء ضمن المراكز الأربعة الأخيرة           | Cup Winners' Cup (جاء ضمن المراكز الثمانية الأخيرة)                                    | چوسيپ جچيرجچا                                                                     | - باناجيوتيس فاسولاس - فانجيليس أليكساندرس - نيكوس ستافروبولوس - مانثوس كاتسوليس - جيانيس بوليتيس - زاهارياس كاتسوليس - ، ، Steve Giatzoglou، ، ، Sotiris Sakellariou، ، ، Alexis Bakopoulos، Dimitris Kalpakis، Platon Hotokouridis، Thanasis Koumatsiotis، Bill Varner، Dick Mumma |
| 1985–86 | المركز الخامس                      | جاء ضمن المراكز الستة عشر الأخيرة         | كأس كوراتش لكرة السلة (جاء ضمن المراكز الستة عشر الأخيرة)                              | ثيودوروس رودوبولوس                                                                | - نيكوس ستافروبولوس - مانثوس كاتسوليس - زاهارياس كاتسوليس - تاكيس كاراتزوليديس Takis Koroneos، ، ، Sotiris Sakellariou، ، ، Alexis Bakopoulos، Dimitris Dontsios، Platon Hotokouridis، Thanasis Koumatsiotis، Panagiotis Kalogiros، Christos Konstantinidis، Bill Varner، Mark Simpson |
| 1986–87 | المركز الثالث                      | جاء ضمن المراكز الستة عشر الأخيرة         | كأس كوراتش لكرة السلة (جاء ضمن المراكز الاثنين والثلاثين الأخيرة)                      | أوريستيس أنجيليديس                                                                | - باناجيوتيس فاسولاس - جون كورفاس - نيكوس ستافروبولوس - مانثوس كاتسوليس - زاهارياس كاتسوليس - تاكيس كاراتزوليديس - ، ، ، Sotiris Sakellariou، ، ، Alexis Bakopoulos،، Platon Hotokouridis، Giorgos Makaras، Panagiotis Kalogiros، Delaney Rudd، Alvis Rogers، Eddie Kladis |
| 1987–88 | المركز الثاني (الوصيف)             | جاء ضمن المراكز الثمانية الأخيرة          | كأس كوراتش لكرة السلة (جاء ضمن المراكز الستة عشر الأخيرة)                              | جوني نيومان                                                                       | - باناجيوتيس فاسولاس - جون كورفاس - نيكوس ستافروبولوس - مانثوس كاتسوليس - زاهارياس كاتسوليس - تاكيس كاراتزوليديس - Giorgos Makaras، Alexis Bakopoulos، ، Sotiris Sakellariou، Platon Hotokouridis، Gerasimos Tzakis، Panagiotis Kalogiros، Delaney Rudd، Mark Petteway, Hatzigeorgiou, Metsas, Eddie Kladis |
| 1988–89 | المركز الثاني (الوصيف)             | المركز الثاني (الوصيف)                    | كأس كوراتش لكرة السلة (جاء ضمن المراكز الستة عشر الأخيرة)                              | - جوني نيومان - كوستاس بوليتيس                                                    | - باناجيوتيس فاسولاس - جون كورفاس - نيكوس ستافروبولوس - برانيسلاف برلفيتش - مايك جونز - تاكيس كاراتزوليديس ، ، ، ، ، ، Giorgos Makaras، Bill Melis، Alexis Bakopoulos، Dimitris Dontsios, Hatzigeorgiou |
| 1989–90 | المركز الثاني (الوصيف)             | المركز الثاني (الوصيف)                    | كأس سابورتا (جاء ضمن المراكز الأربعة الأخيرة)                                          | كوستاس بوليتيس                                                                    | - أنتوني كوك - برانيسلاف برلفيتش - جون كورفاس - نيكوس بودوريس - باناجيوتيس فاسولاس - نيكوس ستافروبولوس - أشيلياس ماماتزيولاس - تاكيس كاراتزوليديس - ، Giorgos Makaras، ، Pete Papahronis، ، Bill Melis، Theodoros Asteriadis، Christos Papasarantou |
| 1990–91 | المركز الثاني (الوصيف)             | المركز الثاني (الوصيف)                    | المركز الاول (حامل لقب البطولة)                                                        | - كوستاس بوليتيس - ساكيس لايوس - دراغان شاكوتا                                    | - برانيسلاف برلفيتش - جون كورفاس - نيكوس بودوريس - باناجيوتيس فاسولاس - نيكوس ستافروبولوس - أشيلياس ماماتزيولاس Kenneth Barlow، ، ، ، ، Giorgos Makaras، ، Pete Papahronis، Memos Ioannou، ، Giorgos Valavanidis، Lazaros Tsakiris، Nick Katsikis، Tom Katsikis، Irving Thomas |
| 1991–92 | المركز الاول (حامل لقب البطولة)    | جاء ضمن المراكز الأربعة الأخيرة           | كأس سابورتا المركز الثاني (الوصيف)                                                     | دوشان إيفكوفيتش                                                                   | - برانيسلاف برلفيتش - جون كورفاس - نيكوس بودوريس - باناجيوتيس فاسولاس - نيكوس ستافروبولوس - أشيلياس ماماتزيولاس Kenneth Barlow، ، ، ، ، Pete Papahronis، Giorgos Makaras، Nikos Filippou، ، Dimitris Dimakopoulos، Nikos Katsikis، Theodoros Asteriadis، Thanasis Kotsopoulos، Giorgos Kouklakis، ، Evripidis Meletiadis، Lazaros Tsakiris، Giorgos Valavanidis, Paliouras, Parisopoulos, Tsafrakidis, Karapournos                                       |
| 1992–93 | المركز الثالث                      | جاء ضمن المراكز الثمانية الأخيرة          | الدوري الأوروبي لكرة السلة (المركز الثالث)                                             | دوشان إيفكوفيتش                                                                   | - برانيسلاف برلفيتش - جون كورفاس - نيكوس بودوريس - باناجيوتيس فاسولاس - جيورجوس بالوجيانيس - أشيلياس ماماتزيولاس - كريستوس تسكوس Cliff Levingston، Kenneth Barlow، ، ، ، ، ، Nikos Filippou، ، ، Nikos Katsikis، Giorgos Kouklakis، Giorgos Valavanidis، Stavros Koukouditskas |
| 1993–94 | المركز الثاني (الوصيف)             | جاء ضمن المراكز الأربعة الأخيرة           | كأس كوراتش لكرة السلة المركز الاول (حامل لقب البطولة)                                  | - دوشان إيفكوفيتش - سوليس ماركوبولوس                                              | - برانيسلاف برلفيتش - جون كورفاس - نيكوس بودوريس - جيورجوس بالوجيانيس - فوتيس تاكيانوس - أشيلياس ماماتزيولاس - إفثيميوس رينتزياس - كريستوس تسكوس - والتر بيري ، ، Zoran Savić، Nasos Galakteros، ، ، ، ، Giorgos Valavanidis، Giorgos Kouklakis، Thanasis Kotsopoulos، |
| 1994–95 | المركز الرابع                      | المركز الاول (حامل لقب البطولة)           | الدوري الأوروبي لكرة السلة (جاء ضمن المراكز الستة عشر الأخيرة)                         | - دراغان شاكوتا - ساكيس لايوس - فانجيليس أليكساندرس                               | - برانيسلاف برلفيتش - جون كورفاس - نيكوس بودوريس - بيجا ستوجاكوفتش - جيورجوس بالوجيانيس - أشيلياس ماماتزيولاس - جيانيس جيانوليس - إفثيميوس رينتزياس - كريستوس تسكوس - Zoran Savić، Jerrod Mustaf، Matt Bullard، ، Nasos Galakteros، ، ، ، ، ، ، Lemone Lampley، ، Kostas Christou، Milan Relic |
| 1995–96 | المركز الرابع                      | جاء ضمن المراكز الستة عشر الأخيرة         | كأس سابورتا المركز الثاني (الوصيف)                                                     | - فانجيليس أليكساندرس - افثيميس كيومورتزوجلو - زيليكو لوكاييتش - ديميتريس ايتوديس | - برانيسلاف برلفيتش - بيجا ستوجاكوفتش - نيكوس بودوريس - جيورجوس بالوجيانيس - لورنس فونديربوركي - دين غاريت - تريڤور روفين - إفثيميوس رينتزياس - جيانيس جيانوليس - أشيلياس ماماتزيولاس - سوتيريس نيكولايديس - كريستوس تسكوس - كوستاس خريستو - ديمتريس كوبتيس |
| 1996–97 | المركز الثالث                      | جاء ضمن المراكز الستة عشر الأخيرة         | كأس كوراتش لكرة السلة (جاء ضمن المراكز الستة عشر الأخيرة)                              | - مايكل جوميز - سكوت سكايلز                                                       | - بيجا ستوجاكوفتش - سكوت سكايلز - نيكوس بودوريس - أنتوني بونر - ديل ديمبس - جيورجوس بالوجيانيس - أشيلياس ماماتزيولاس - جيانيس جيانوليس - إفثيميوس رينتزياس - سوتيريس نيكولايديس - كريستوس تسكوس - ، ، ، ، ، ، ، ، ، ، ، Stefan Baeck، Dimitris Despos، Giorgos Gallos، Dimitris Koptis، Thanasis Kotsopoulos |
| 1997–98 | المركز الثاني (الوصيف)             | جاء ضمن المراكز الستة عشر الأخيرة         | الدوري الأوروبي لكرة السلة (جاء ضمن المراكز الستة عشر الأخيرة)                         | زڤى شيرف                                                                          | - بيجا ستوجاكوفتش - رافائيل أديسون - نيكوس بودوريس - جيورجوس بالوجيانيس - جيانيس جيانوليس - سوتيريس نيكولايديس - ، Charles Shackleford، ، Conrad McRae، ، ، ، Lefteris Kakiousis، Giorgos Maslarinos، Juan Antonio Morales، ، Ricardo Peral Antunez، Federico Pieri، Ron Rowan، Dimitris Despos، Dimitris Nesteropoulos، Vasilis Tsolakidis |
| 1998–99 | المركز الثالث                      | المركز الاول (حامل لقب البطولة)           | الدوري الأوروبي لكرة السلة (جاء ضمن المراكز الاثنين والثلاثين الأخيرة)                 | - زڤى شيرف - كوستاس فليفاراكيس                                                    | - كلاوديو كولديبيلا - والتر بيري - جيورجوس بالوجيانيس - جيانيس جيانوليس - سوتيريس نيكولايديس، Frankie King، ، ، ، Lefteris Kakiousis، Juan Antonio Morales، Ricardo Peral Antunez، ، Giorgos Maslarinos، Dimitris Nesteropoulos، Kostas Christou، Dimitris Despos، Vasilis Tsolakidis، Dimitris Iliopoulos، Giannis Papahristou |
| 1999–00 | المركز الثاني (الوصيف)             | جاء ضمن المراكز الستة عشر الأخيرة         | الدوري الأوروبي لكرة السلة 1999–2000 (جاء ضمن المراكز الستة عشر الأخيرة)               | - بيتار سكانسي - كوستاس فليفاراكيس                                                | - بيل إدواردز - فيكتور ألكسندر - كلاوديو كولديبيلا - برانيسلاف برلفيتش - جيورجوس بالوجيانيس - جيانيس جيانوليس - سوتيريس نيكولايديس، ، ، Sergei Bazarevich، Dinos Angelidis، ، ، ، ، Ricardo Peral Antunez، Nikos Vetoulas، Giorgos Maslarinos، Giannis Papahristou، Dimitris Iliopoulos |
| 2000–01 | المركز الثامن                      | جاء ضمن المراكز الثمانية الأخيرة          | الدوري الأوروبي لكرة السلة (جاء ضمن المراكز الستة عشر الأخيرة)                         | - كوستاس فليفاراكيس - إيونيس سفايروبولوس                                          | - كوستاس فازيلياديس - كلاوديو كولديبيلا - جيانيس جيانوليس Angelos Koronios، Panagiotis Liadelis، Anthony Avent، Joseph Blair، Giorgos Sigalas، ، Giorgos Limniatis، ، Jorge Racca، Josep Cargol، ، Frédéric Weis، Valeri Dainenko، Giorgos Apostolidis، Efthimios Galis، Theodoros Triftanidis |
| 2001–02 | المركز الثامن                      | جاء ضمن المراكز الستة عشر الأخيرة         | كأس كوراتش لكرة السلة (جاء ضمن المراكز الاثنين والثلاثين الأخيرة)                      | سلوبودان سوبوتيتش                                                                 | - بيل إدواردز - باناجيوتيس فاسيلوبولوس - كوستاس فازيلياديس - كلاوديو كولديبيلا - ، Norman Nolan، Andre Woolridge، Panagiotis Liadelis، Nestoras Kommatos، Giorgos Sigalas، ، ، Loukas Mavrokefalidis، ، Juan Antonio Morales، Giorgos Limniatis، Giorgos Apostolidis، Perry Carter Greene، Daniel Callahan (basketball)، Kostas Vathis |
| 2002–03 | المركز السابع                      | جاء ضمن المراكز الستة عشر الأخيرة         | تحدي كأس أوروبا لكرة السلة (جاء ضمن المراكز الستة عشر الأخيرة)                         | برانيسلاف برلفيتش                                                                 | - كوستاس فازيلياديس - باناجيوتيس فاسيلوبولوس Brent Scott، Wendell Alexis، Branko Milisavljević، Nestoras Kommatos، ، ، Loukas Mavrokefalidis، Giorgos Apostolidis، Giorgos Limniatis، Torraye Braggs، Predrag Materić، Kostas Christou، Dimitris Koptis، Pashalis Panagiotidis، Perry Carter Greene، Kostas Vathis، Savvas Manousos |
| 2003–04 | المركز السادس                      | جاء ضمن المراكز الستة عشر الأخيرة         | دوري التحدي الأوروبي لكرة السلة لم يتأهل للأدوار النهائية                              | برانيسلاف برلفيتش                                                                 | - كوستاس فازيلياديس - باناجيوتيس فاسيلوبولوس Damir Mulaomerović، Kasib Powell، ، ، Loukas Mavrokefalidis، Ivica Jurković، Ronnie Fields، Alexander Okunsky، Aleksandar Radojević، Sotiris Manolopoulos، Spyros Panteliadis، Thanasis Kamariotis، Kosta Karamanolev، Charis Markopoulos، Giorgos Pasalidis، Ilias Tevetzidis |
| 2004–05 | المركز السادس                      | جاء ضمن المراكز الأربعة الأخيرة           | كأس أوروبا لكرة السلة كأس أوروبا لكرة السلة 2004–05                                    | برانيسلاف برلفيتش                                                                 | - كوستاس فازيلياديس - باناجيوتيس فاسيلوبولوس - جيورجوس بالوجيانيس Damir Mulaomerović، Matthew Nielsen، ، ، Loukas Mavrokefalidis، Giannis Gagaloudis، Amit Tamir، Alexander Bashminov، Ivan Grgat، ، Kostas Maglos، Sotiris Manolopoulos، James Maye، Aristidis Koronidis، Andreas Kalampoukas |
| 2005–06 | المركز السادس                      | جاء ضمن المراكز الأربعة الأخيرة           | دوري التحدي الأوروبي لكرة السلة جاء ضمن المراكز الاثنين والثلاثين الأخيرة              | - برانيسلاف برلفيتش - سوليس ماركوپولوس                                            | - كوستاس فازيلياديس Loukas Mavrokefalidis، ، Vladimir Vuksanović، Giannis Gagaloudis، Stanislav Makshantsev، Mamadou N'Diaye، Tracy Murray، Chester Simmons، Vassilis Xanthopoulos، Dimitris Verginis، Hrvoje Henjak، Marijan Mance، Vladimir Zujovic، Sotiris Manolopoulos، Anestis Tzinopoulos، Giannis Vasiliou، Theodoros Georgitsis، Kostas Boutros، Andreas Kalampoukas                                                                            |
| 2006–07 | المركز السادس                      | جاء ضمن المراكز الثمانية الأخيرة          | كأس أوروبا لكرة السلة 2006–07 (جاء ضمن المراكز الستة عشر الأخيرة)                      | - كوستاس بيلافيديس - فانجيليس أليكساندرس                                          | Vlado Šćepanović، Giannis Kalambokis، Blagota Sekulić، Jerome Allen، Darius Washington، Jason Parker، Drago Pašalić، Đuro Ostojić، Andy Panko، Lazaros Agadakos، J.R. Bremer، Dimitris Verginis، C.J. Watson، Charis Giannopoulos، Dimitris Charitopoulos، Feliks Kojadinović، Nikos Kouvelas، Sotiris Manolopoulos، Ivan Tomas، Giannis Vasileiou، Carolos Galazoulas                                                                                   |
| 2007–08 | المركز الثاني عشر                  | جاء ضمن المراكز الثمانية الأخيرة          | دوري التحدي الأوروبي لكرة السلة (جاء ضمن المراكز الستة عشر الأخيرة)                    | - تاب بالدوين - كوستاس فليفاراكيس - جون كورفاس                                    | إبراهيم كوتلوي ، Dimitris Verginis، Mamoutou Diarra، Edmund Saunders، Giorgos Tsiakos، Michael Hakim Jordan، Lee Humphrey، Dimitris Charitopoulos, Jason Rowe, Reda Rhalimi، Giannis Demertzis، Carolos Galazoulas، Charis Giannopoulos، Antoine Gillespie، Steven Hansell، Zoltán Horváth، Nikos Kouvelas، Martin Ringström، Thrasivoulos Sfeikos، Giannis Vasileiou                                                                                    |
| 2008–09 | المركز السابع                      | جاء ضمن المراكز الستة عشر الأخيرة         | -                                                                                      | - أرجيريس بيدولاكيس - جيورجيوس كالافاتاكيس                                        | - كوستاس فازيلياديس Dejan Tomašević، Damir Mulaomerović، Christos Charissis، Alexis Kyritsis، Mamoutou Diarra، Panagiotis Kafkis، Britton Johnsen، Vassilis Simtsak، Giorgos Tsiaras، Carolos Galazoulas، Michalis Giannakidis، Dimitris Kalampakas، Dimitris Marmarinos، Ioannis Demertzis، ، Kenny Gregory، Tony Akins، K'zell Wesson، Antonis Kesisoglou، Charalambos Sikalidis، Nikos Papadopoulos                                                   |
| 2009–10 | المركز الخامس                      | جاء ضمن المراكز الثمانية الأخيرة          | -                                                                                      | سوليس ماركوپولوس                                                                  | - لازاروس بابادوبولوس - نيكوس كاليس Chris Monroe، Panagiotis Kafkis، Kenny Gregory، Christos Tapoutos، ، Tomas Delininkaitis، Branko Milisavljević، Dimitris Kalaitzidis، Giorgos Tsiaras، ، Michalis Giannakidis، Predrag Drobnjak، Todor Gečevski، Ioannis Demertzis، Wade Helliwell، William Avery |
| 2010–11 | المركز الثالث                      | جاء ضمن المراكز الأربعة الأخيرة           | كأس أوروبا لكرة السلة 2010–11 (خرج من مرحلة المجموعات)                                 | سوليس ماركوپولوس                                                                  | - جورجيوس ديداس - نيكوس كاليس - لازاروس بابادوبولوس (ترك الفريق خلال الموسم) Rawle Marshall، Dionte Christmas، Dimitris Arapis، Giorgos Apostolidis، ، Robert Dozier، Dante Stiggers، Zvonko Buljan، Michalis Giannakidis، ، Todor Gečevski، Dimitris Kalabakas (DeShawn Sims، Justin Gray، |
| 2011–12 | المركز الثامن                      | جاء ضمن المراكز الأربعة الأخيرة           | الدوري الأوروبي لكرة السلة (وصل لدور التأهل)                                           | سوليس ماركوپولوس                                                                  | - نيكوس كاليس Miloš Bojović، Dante Stiggers، Dimitris Arapis، Milutin Aleksić، Uroš Duvnjak، Dimos Dikoudis، Aaron Pettway، Nikos Pappas، Michalis Giannakidis، ، Dimitris Kalabakas، Efthymios Tsakaleris (J.R. Giddens، Marcus Gorée، Giannis Kalampokis، Rashad Wright left during the season) |
| 2011–12 | المركز الثامن                      | جاء ضمن المراكز الأربعة الأخيرة           | كأس أوروبا لكرة السلة 2011–12 (خرج من مرحلة المجموعات)                                 | سوليس ماركوپولوس                                                                  | - نيكوس كاليس Miloš Bojović، Dante Stiggers، Dimitris Arapis، Milutin Aleksić، Uroš Duvnjak، Dimos Dikoudis، Aaron Pettway، Nikos Pappas، Michalis Giannakidis، ، Dimitris Kalabakas، Efthymios Tsakaleris (J.R. Giddens، Marcus Gorée، Giannis Kalampokis، Rashad Wright left during the season) |
| 2012–13 | المركز الخامس                      | جاء ضمن المراكز الستة عشر الأخيرة         | -                                                                                      | سوليس ماركوپولوس                                                                  | - كوستاس تشارالامبيديس - لازاروس بابادوبولوس - ويل هاتشر - ليونيداس كاسيلاكيس - فانجيليس مارجاريتيس - جورجيوس ديداس - نيكوس كاليس - ميكاليس تسيرليس ، ، ، Giorgos Theodorakos، ، ، ،، Ntinos Nikolopoulos، ، Alexandros Varitimiadis، Linos Chrysikopoulos، Michalis Liapis، Thomas Ambaras |
| 2013–14 | المركز الثالث                      | جاء ضمن المراكز الستة عشر الأخيرة         | كأس أوروبا لكرة السلة 2013-14 (خرج من مرحلة المجموعات)                                 | سوليس ماركوپولوس                                                                  | - كوستاس تشارالامبيديس - دي جاي كوبر - مارك باين - اپولون تسوتشلاس - جوران فوتشيتشيفيتش - ميكاليس تسيرليس - جورجيوس ديداس - نيكوس كاليس - جورجيوس بوجريس - فانجيليس مارجاريتيس - , 12 , 13 , 14 Leonidas Kaselakis, 17 Michalis Liapis, 18 Antonis Koniaris, 19 Thomas Kottas |
| 2014–15 | المركز الثالث                      | جاء ضمن المراكز الأربعة الأخيرة           | كأس أوروبا لكرة السلة 2014–15 (خرج من الدور التمهيدي ضمن أسوأ 32 فريق في البطولة)      | سوليس ماركوپولوس                                                                  | - كوستاس تشارالامبيديس - فانجيليس مارجاريتيس - اپولون تسوتشلاس - جورجيوس ديداس - 4 Kevin Langford, 5 Michalis Liapis, 6 , 7 T. J. Carter, 8 Kostas Kakaroudis, 9 , 10 , 11 , 12 Thomas Kottas 13 Jake Odum, 16 J.R. Bremer, 18 Dimitris Charitopoulos, 19 Christos Saloustros (Edi Sinadinović، Julian Vaughn left during season) |
| 2015–16 | المركز الخامس                      | جاء ضمن المراكز الأربعة الأخيرة           | كأس أوروبا لكرة السلة 2015–16 (خرج من الدور التمهيدي ضمن أسوأ 32 فريق في البطولة)      | سوليس ماركوپولوس                                                                  | - كوستاس تشارالامبيديس - كوستاس فازيلياديس - فانجيليس مارجاريتيس - اپولون تسوتشلاس - جورجيوس ديداس - 4 Milenko Tepić, 5 Michalis Liapis, 6 , 7 , 8 Kostas Kakaroudis, 9 , 10 , 11 , 12 Thomas Kottas, 15 Sofoklis Schortsanitis, 19 Nikos Kamaras, 20 Uroš Duvnjak, 21 Nikola Marković, 25 Will Hatcher, 33 Keith Clanton (Darko Balaban left during season)                                                                                             |
| 2016–17 | المركز الخامس                      | جاء ضمن المراكز الثمانية الأخيرة          | دوري أبطال أوروبا لكرة السلة 2016–17 (خرج من دور الـ16)                                | سوليس ماركوپولوس                                                                  | - فانجيليس مارجاريتيس - اپولون تسوتشلاس2 Nathan Sobey, 4 Linos Chrysikopoulos, 6 Antonis Koniaris, 9 , 11 , 12 Thad McFadden, 13 Nenad Miljenović, 14 Andreas Glyniadakis, 16 Dimitris Karamanolis, 18 Jordan Sibert, 19 Nikos Kamaras, 20 Vassilis Papadopoulos, 31 Žanis Peiners, 33 Keith Clanton, 42 Ivan Aska, (Brandon Taylor، Darryl Bryant left during season)                                                                                   |
| 2017–18 | المركز الثالث                      | جاء ضمن المراكز الثمانية الأخيرة          | دوري أبطال أوروبا لكرة السلة (خرج من دور الـ16)                                        | إيلياس باباثيودورو                                                                | - فانجيليس مارجاريتيس - اپولون تسوتشلاس - فاسيليس خارالامبوبولوس 2 Terran Petteway, 4 Linos Chrysikopoulos, 5 Ousman Krubally, 8 Thodoris Karras, 6 Antonis Koniaris, 9 , 10 Giannis Giannaras، , 13 Thodoris Zaras, 15 , 16 Dimitris Karamanolis, 19 Dimitris Katsivelis, 20 Dimitris Klonaras, 21 Darnell Jackson, 55 Lucky Jones, 32Phil Goss (Kevin Dillard، Owen Klassen، Brandon Triche left during season)                                        |
| 2018–19 | المركز الخامس                      | المركز الثاني (الوصيف)                    | دوري أبطال أوروبا لكرة السلة (خرج من دور الـ16)                                        | إيلياس باباثيودورو                                                                | - فانجيليس مارجاريتيس - اپولون تسوتشلاس - ويل هاتشر1 Jamal Jones 2 Johndre Jefferson, 4 Linos Chrysikopoulos, 5 Stavros Schizas, 6 Antonis Koniaris, 8 Milenko Tepic, 9 , 11 , 13 Thodoris Zaras, 25 , 31 Darrius Garrett, 32 Phil Goss (Yanick Moreira، Giannis Athinaiou، Malik Pope، Nondas Papantoniou left during season) |
| 2019–20 | المركز الرابع عشر                  | جاء ضمن المراكز الثمانية الأخيرة          | دوري أبطال أوروبا لكرة السلة (خرج من مرحلة المجموعات)                                  | - كوستاس فليفاراكيس - كوستاس تشارالامبيديس - كوستاس مكساس                         | - فانجيليس مارجاريتيس - اپولون تسوتشلاس0 M. J. Rhett, 2 Adam Smith, 6 Bobby Brown, 5 Stavros Schizas, 8 Thodoris Karras, 9 , 10 Ioannis Chatzinikolas, 11 , 12 Aaron Best, 16 Dimitris Karamanolis, 20 konstantinos Iatridis, 22 JaCorey Williams, 24 Shannon Shorter, 34 Zisis Sarikopoulos, (JeQuan Lewis، Antwaine Wiggins، Amanze Egekeze، Zane Knowles left during season)                                                                          |
| 2020–21 | المركز الخامس                      | جاء ضمن المراكز الأربعة الأخيرة           | -                                                                                      | - كوستاس مكساس - أريس ليكوجيانيس                                                  | - إيليجاه مترو لونغ - فانجيليس مارجاريتيس - 2 Beau Beech, 5 Sagaba Konate, 6 Jermaine Love, 8 Malcolm Griffin, 10 Georgios Tsalmpouris, 11 ، Anagnostis Papasavoglou, 14 Dimitris Kaklamanakis, 15 Antonis Karagiannidis, 17 Apostolos Roumoglou, 20 Konstantinos Iatridis, 21 Georgios Kamperidis, 22 Nondas Papantoniou, 23 Josh Carter, 31 Elston Turner Jr., 55 , (Alan Herndon left during season)                                                  |
| 2021–22 | المركز التاسع                      | جاء ضمن المراكز الثمانية الأخيرة          | دوري أبطال أوروبا لكرة السلة (خرج من المباريات التمهيدية قبل التأهل إلى دور الستة عشر) | أريس ليكوجيانيس                                                                   | 1 Demetre Rivers, 2 Anthony Lee, 4 Phil Greene IV, 5 Antreas Christodoulou, 6 Jermaine Love, 13 Nikos Kamarianos, 14 David DiLeo, 15 Theodoros Konstantinidis, 16 Vangelis Mantzaris, 17 Apostolos Roumoglou, 18 Prodromos Tachiridis, 19 Stratos Kalliontzis, 21 Georgios Kamperidis, 31 Vassilis Toliopoulos, 33 Vlado Jankovic, 35 Nate Renfro (Michalis Kamperidis، Josh Carter، Derek Ogbeide، Malcolm Griffin, 24 Marvin Jones left during season) |
| 2022–23 | المركز الرابع                      | خرج من الدور ربع النهائي للبطولة          | دوري أبطال أوروبا لكرة السلة (المباريات التمهيدية قبل التأهل إلى دور الستة عشر)        | - أريس ليكوجيانيس - فوتيس تاكيانوس                                                | - فانجيليس مارجاريتيس0 Yannick Franke, 2 Zaccheus Darko-Kelly, 5 Jalen Riley, 6 Nikos Tsiakmas, 8 Jaylen Hands, 11 , 12 Tyler Polley, 13 Diamantis Slaftsakis,15 Thodoris Konstantinidis, 18 Jordan Sibert, 19 Stratos Kalliontzis, 20 Dimitris Kaklamanakis, 21 Georgios Kamperidis, 22 Christos Saloustros, 35 Nate Renfro, 40 Thodoris Skoulariotis (Zisis Sarikopoulos and Vassilis Christidis left during season)                                   |
| 2023–24 | المركز الثامن                      | خرج من الدور ربع النهائي للبطولة          | دوري أبطال أوروبا لكرة السلة (المباريات التمهيدية قبل التأهل إلى دور الستة عشر)        | فوتيس تاكيانوس                                                                    | - فانجيليس مارجاريتيس - ميكاليس تسيرليس - ماركويس تونيس1 , 4 Jamune McNeace, 6 Nikos Tsiakmas, 8 Stavros Schizas, 9 , 10 Elvar Már Friðriksson 11 , 12 Cecil Williams, 15 Thodoris Konstantinidis, 19 Nikos Arsenopoulos, 20 Thodoris Skoulariotis, 21 Aristotelis Sotiriou, 23 Michał Michalak, 32 Justin Alston, 77 Kevin Porter Jr. (Skyler Flatten، Kendall Smith، Laurynas Beliauskas Andrew Harrison and Michael Gilmore left during season)       |
| 2024-25 | الدوري اليوناني لكرة السلة 2024-25 | كأس اليونان لكرة السلة 2024-25            | دوري أبطال أوروبا لكرة السلة (خرج من التصفيات المؤهلة للبطولة) كأس فيبا أوروبا 2024-25 | ماسيمو كانشيلين                                                                   | - جاكسون كراوزر - شافار رينولدز جونيور - كريستوس مانثوبولوس - بانايوتيس ليفاس - سيندريك هندرسون جونيور - كوستاس باباداكيس - ديڤونت وپسون - جاكوب فورستر - كونستانتينوس إياتريديس - نيكوس بيرزيديس - ديميتريوس كاتسيفيليس - ثيودوروس سكولاريوتيس - فانجيليس جياناتوس - فرانك بارتلي |

## اللاعبون

### لاعبون بارزون
- دوشان إيفكوفيتش: أختير كأحد أعظم 50 لاعب في تاريخ الدوري الأوروبي لكرة السلة، ووضع اسمه على قاعة مشاهير الاتحاد الدولي لكرة
- فانجيليس أليكساندرس
- جيورجوس بالوجيانيس
- نيكوس بودوريس
- كوستاس تشارالامبيديس
- فاسيليس خارالامبوبولوس
- ديموس ديكوديس
- باناجيوتيس فاسولاس: أختير كأفضل لاعب في الدوري اليوناني لكرة السلة خلال موسم 1986–87، ووضع اسمه على قاعة مشاهير الاتحاد الدولي لكرة السلة.
- نيكوس فيليبو
- إيوانيس جاجالوديس
- ناسوس جالاكتيروس
- جيانيس جيانوليس
- ستيف غياتزوغولو
- ميموس ايوانو
- ليفتيريس كاكيسيس
- تاكيس كاراتزوليديس
- مانثوس كاتسوليس
- نيستوراس كوماتوس
- جون كورفاس: حصل على لقب أفضل صانع أهداف في الدوري اليوناني لكرة السلة خلال موسم 1989–90.
- تاكيس كورونيوس
- إيفانجيلوس كورونيوس
- باناجيوتيس لياديليس
- إليجا مترولونغ
- جورجيوس ماكاراس
- أخيلياس ماماتزيولاس
- سوتيريوس مانولوبولوس
- لوكاس مافروكيفاليديس
- لازاروس بابادوبولوس
- فانجيليس مارجاريتيس
- بيتي باباهونيس
- إفثيميوس رينتزياس
- جيورجوس سيجالاس
- سوفوكليس ستشورتسانيتيس
- نيكوس ستافروبولوس
- كريستوس تسكوس
- اپولون تسوتشلاس
- باناجيوتيس فاسيلوبولوس
- كوستاس فازيلياديس
- رافائيل أديسون
- فيكتور ألكسندر
- ويندل ألكسيس
- كين بارلو
- والتر بيري
- أنتوني بونر
- مات بولارد
- أنتوني كوك
- دي جاي كوبر
- بيل إدواردز
- لورنس فونديربوركي
- فيل جوس
- ويل هاتشر
- مايك جونز
- فرانكي كينغ
- كليف ليفينغستون
- جيرمين لوف
- كونراد مكراي
- جيرود موستاف
- مارك باين
- كيفن بورتر جونيور
- رون روان
- كاسب باول
- تريڤور روفين
- تشارلز شاكليفورد
- سكوت سكايلز
- بيل ڤارنير
- داريوس واشنطن جونيور
- سي جي واتسون
- مارتيناس أندريوشكفيتشيوس
- لاوريناس بيلياوسكاس
- توماس ديلينينكيتيس
- سيرجي بازاريفيتش
- إلڤار فريدريكسون
- ماموتو ديارا
- كلاوديو كولديبيلا
- إبراهيم كوتلوي
- بريدراغ دروبنياك
- فلادو تشبانوفيتش
- بلاجوتا سيكيوليتش

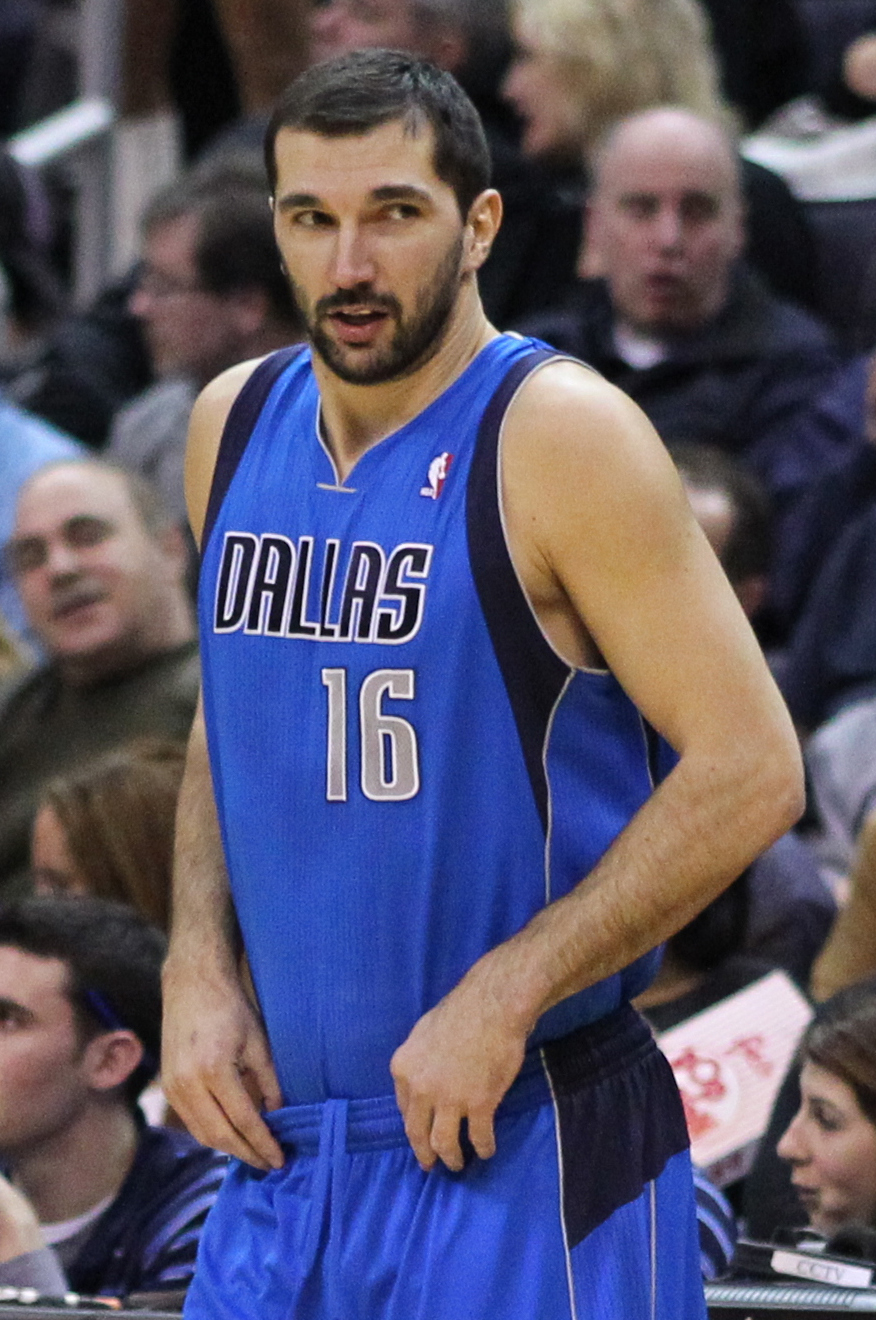
بيجا ستوجاكوفتش
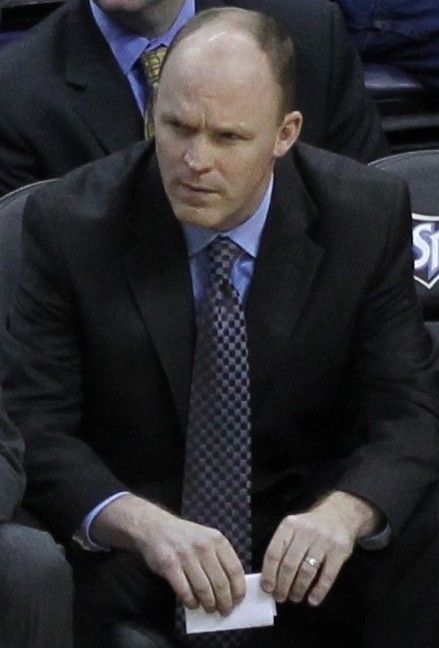
سكوت سكايلز
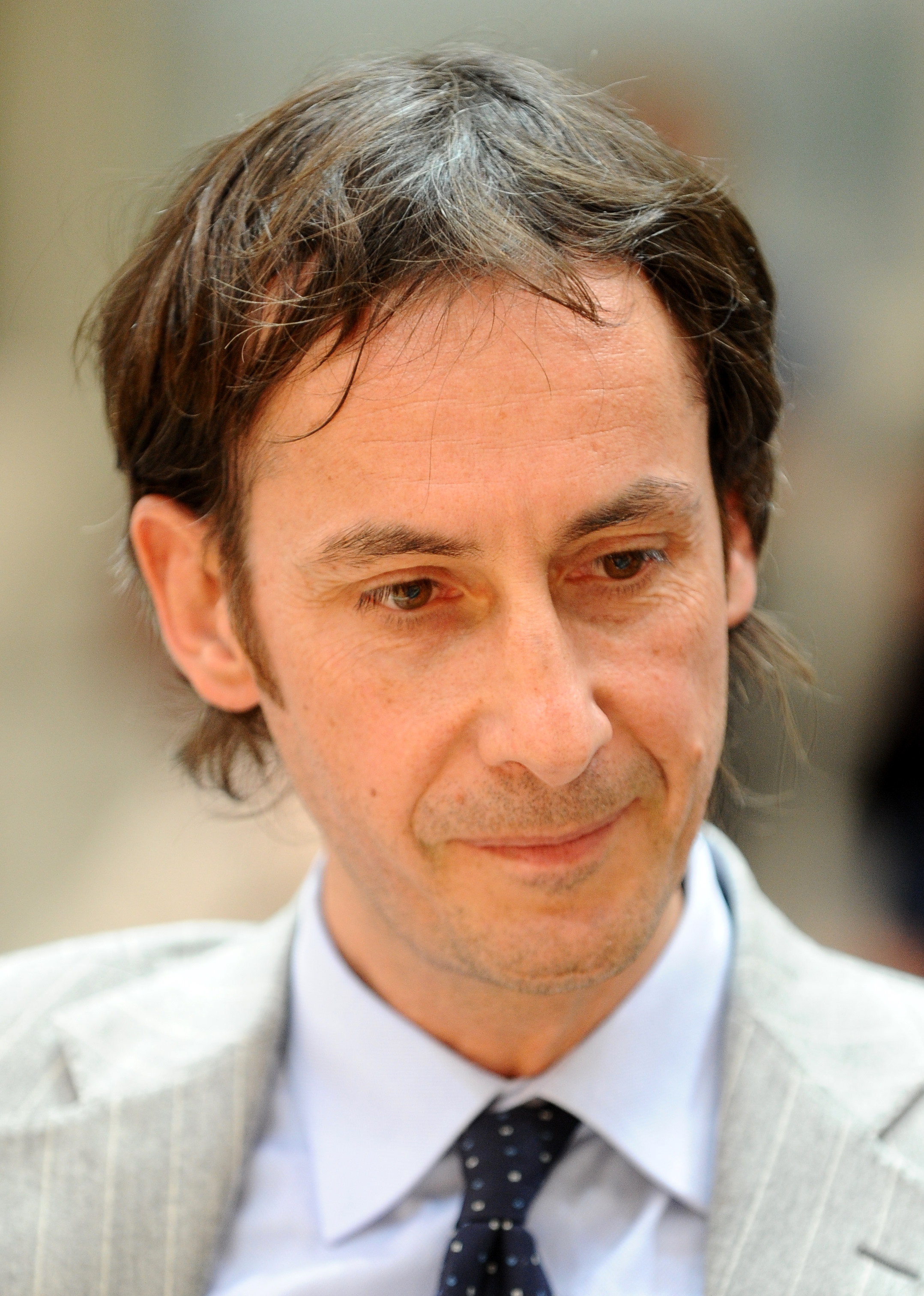
كلاوديو كولديبيلا
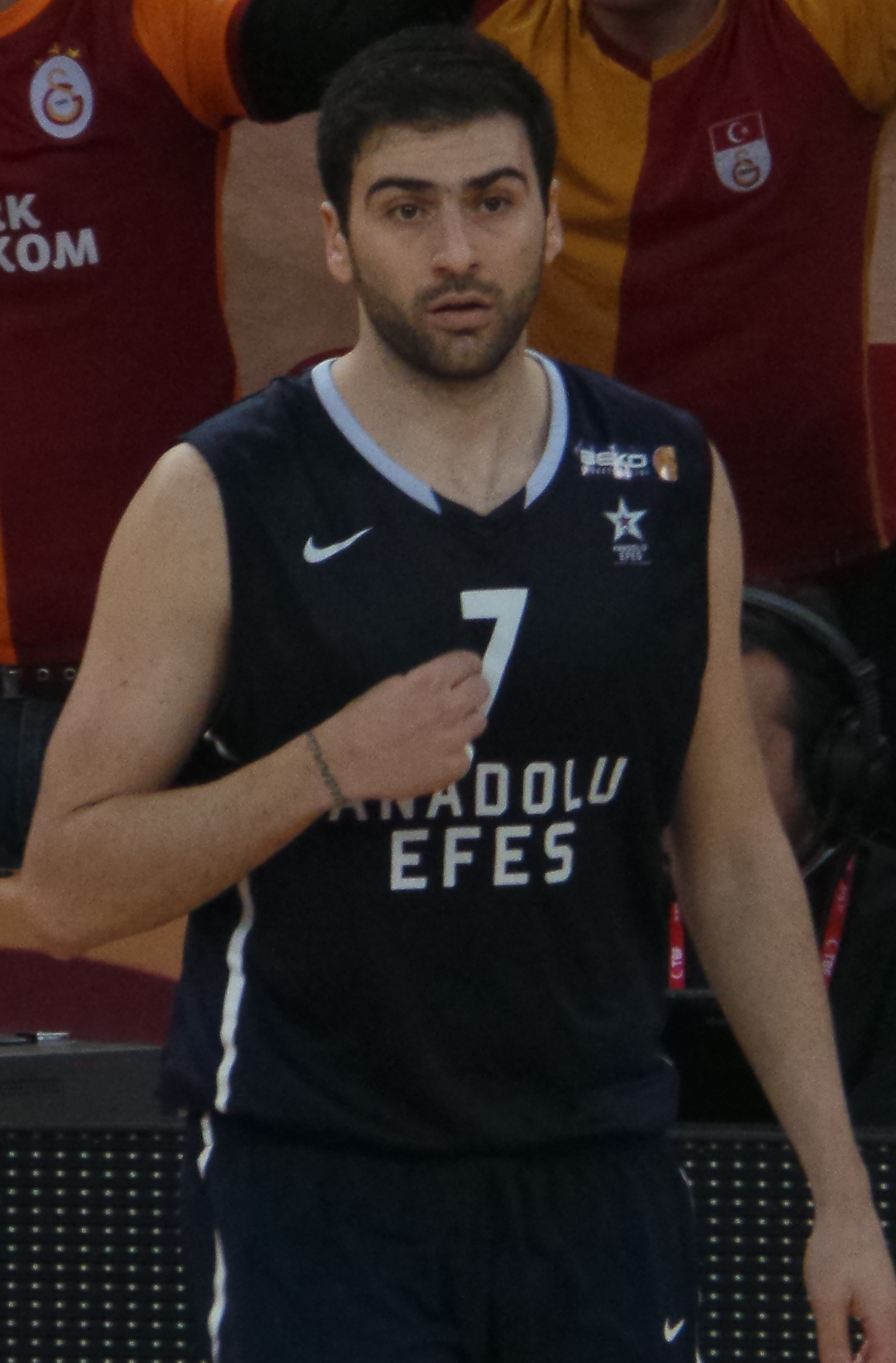
كوستاس فازيلياديس
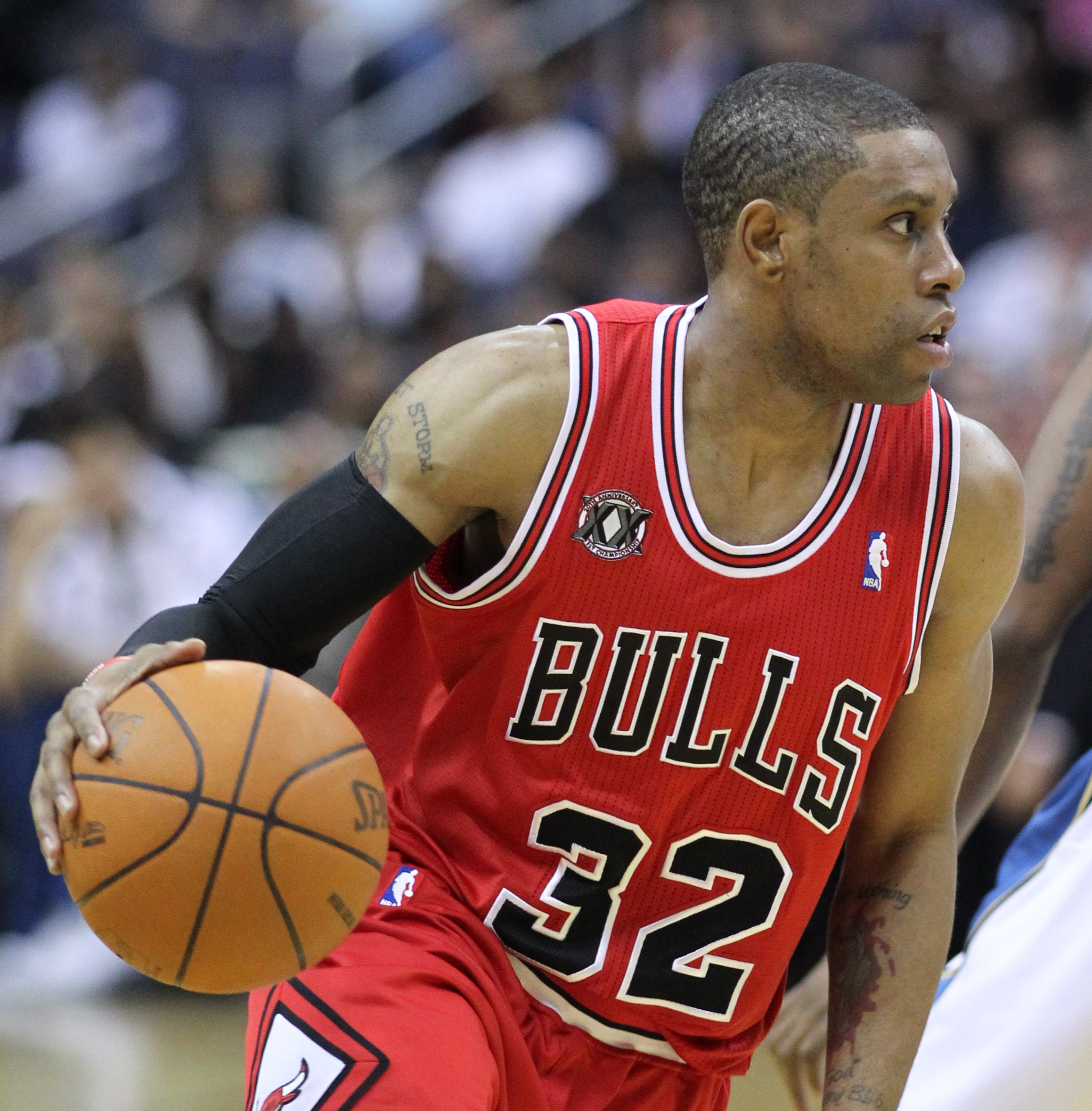
سي جي واتسون
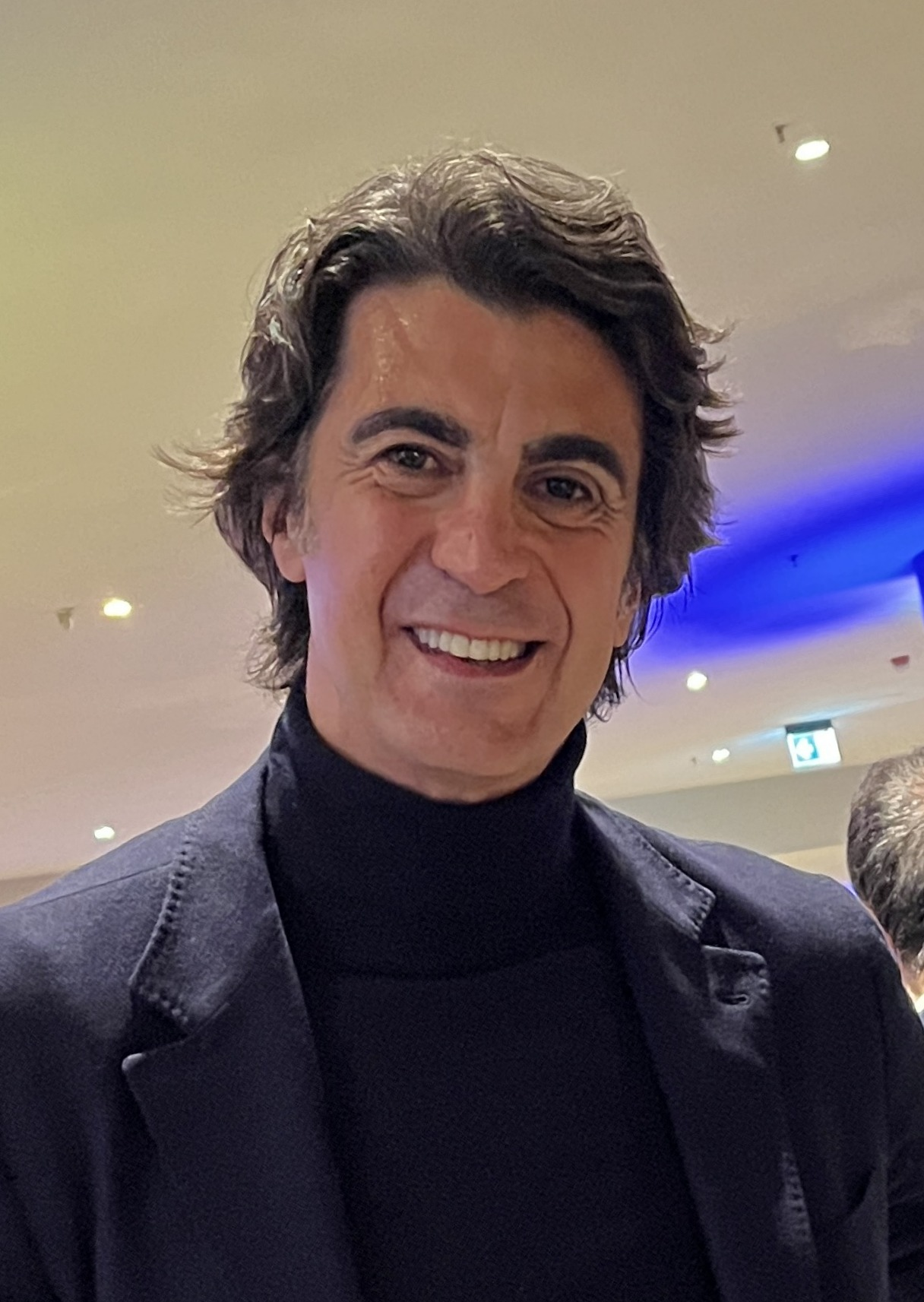
إبراهيم كوتلوي
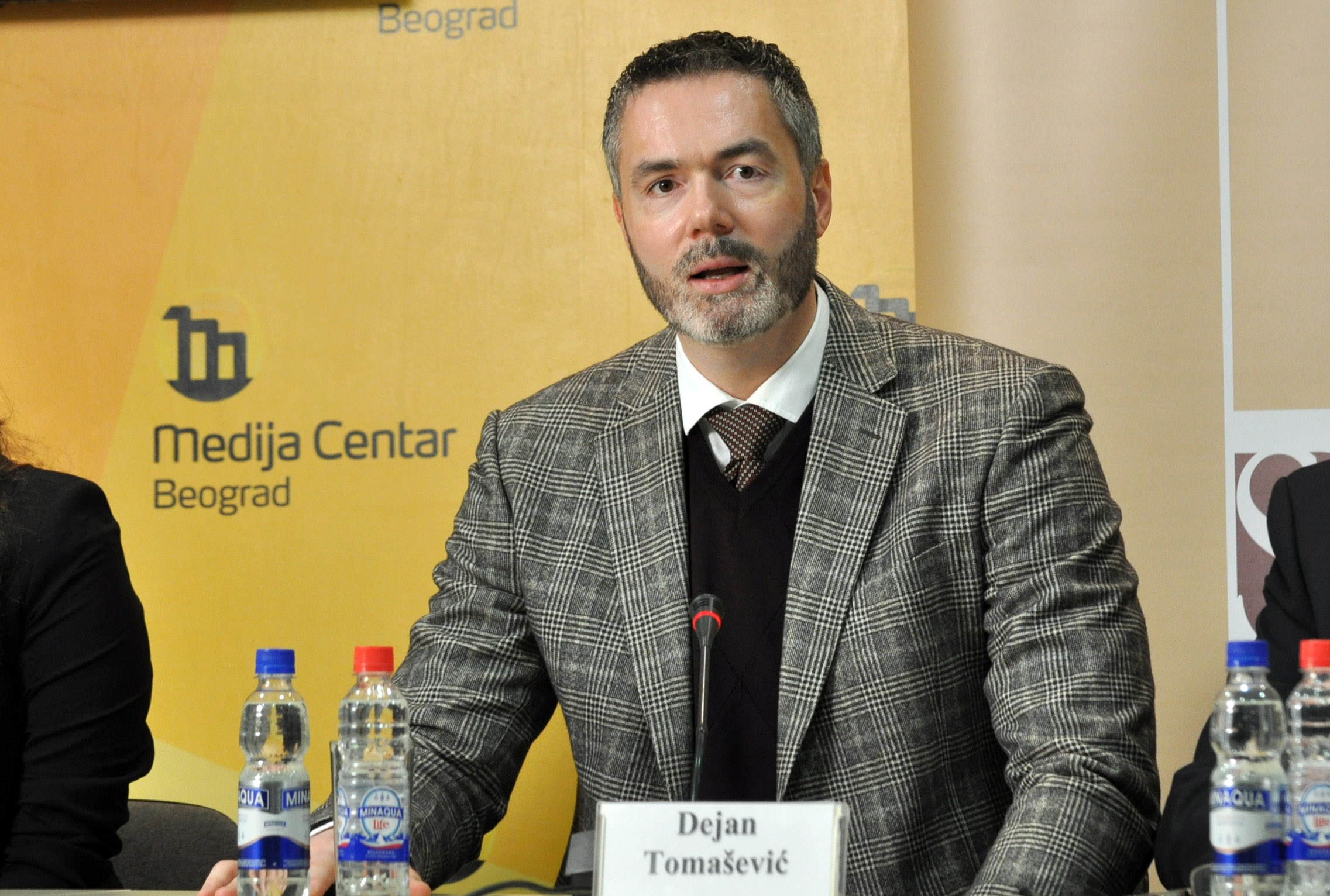
ديان توماسيفيتش
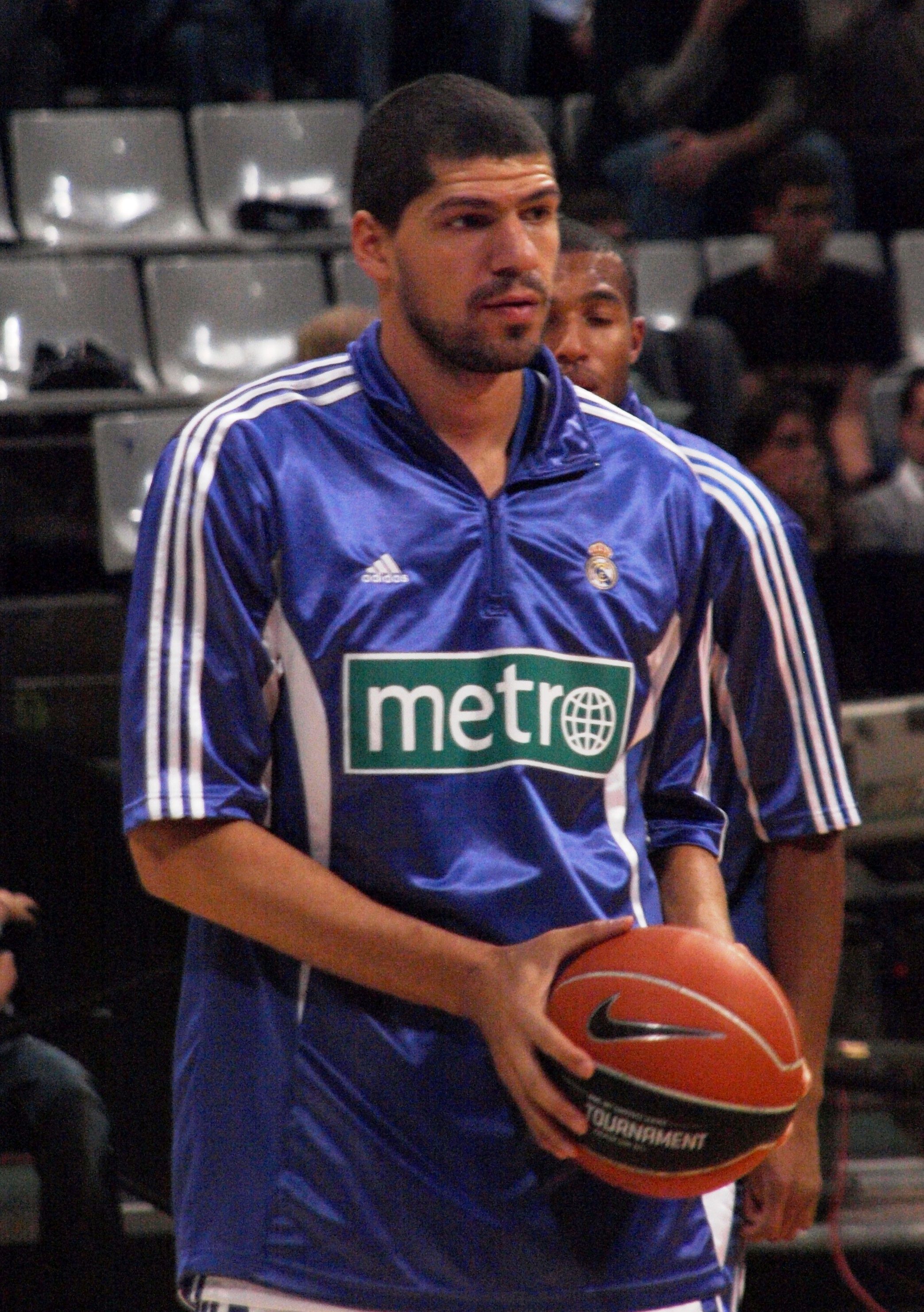
لازاروس بابادوبولوس
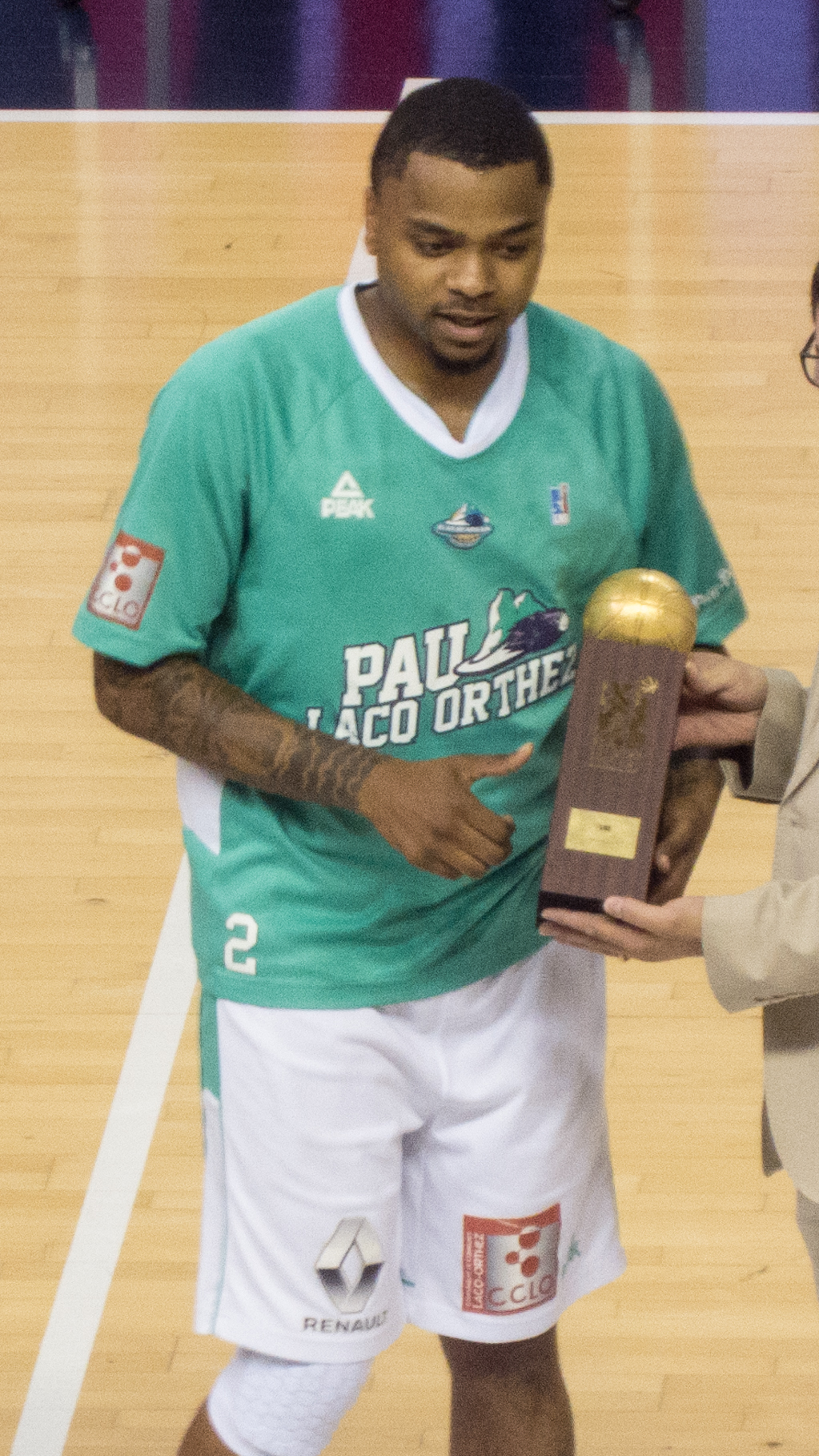
دي جاي كوبر

- زوران سافيتش
- برانيسلاف برلفيتش
- برانكو ميليسافليفيتش
- رادوسلاف نستروفيتش
- يانيك فرانك
- تودور جيتشفسكي
- حزقيال أنطونيو موراليس
- دامير مولاومروفيتش
- زانيس پينيرس
- ماثيو نيلسن
- ستيف ليفين
- رول مارشال
- مامادو ندياي

- بيجا ستوجاكوفتش
- سكوت سكايلز
- كلاوديو كولديبيلا
- كوستاس فازيلياديس
- سي جي واتسون
- إبراهيم كوتلوي
- ديان توماسيفيتش
- لازاروس بابادوبولوس
- دي جاي كوبر

### قادة الفريق
يوضح الجدول التالي أسماء اللاعبين الذين ارتدوا شارة القيادة في فريق نادي باوك لكرة السلة:
| اسم القائد           | الفترة الزمنية |
| -------------------- | -------------- |
| جيانيس بوليتيس       | 1979–1984      |
| مانثوس كاتسوليس      | 1984–1988      |
| باناجيوتيس فاسولاس   | 1988–1993      |
| برانيسلاف برلفيتش    | 1993–1996      |
| نيكوس بودوريس        | 1996–1998      |
| جيورجوس بالوجيانيس   | 1998–2000      |
| جيانيس جيانوليس      | 2000–2001      |
| كلاوديو كولديبيلا    | 2001–2002      |
| جيورجيوس ليمنياتيس   | 2002–2003      |
| كوستاس فازيلياديس    | 2003–2006      |
| جيانيس كالامبوكيس    | 2006–2007      |
| ديميتريوس فيرجينيس   | 2007–2008      |
| كوستاس فازيلياديس    | 2008–2009      |
| ديمتريس كاليتزيديس   | 2009–2010      |
| لازاروس بابادوبولوس  | 2010–2011      |
| ميكاليس جياناكيديس   | 2011–2012      |
| لازاروس بابادوبولوس  | 2012–2013      |
| كوستاس تشارالامبيديس | 2013–2015      |
| كوستاس فازيلياديس    | 2015–2016      |
| فانجيليس مارجاريتيس  | 2016–2021      |
| جيرمين لوف           | 2021–2022      |
| فانجيليس مارجاريتيس  | 2022–2024      |
| ديميتريوس كاتسيفيليس | 2024–حتى الآن  |

## المدربين البارزين

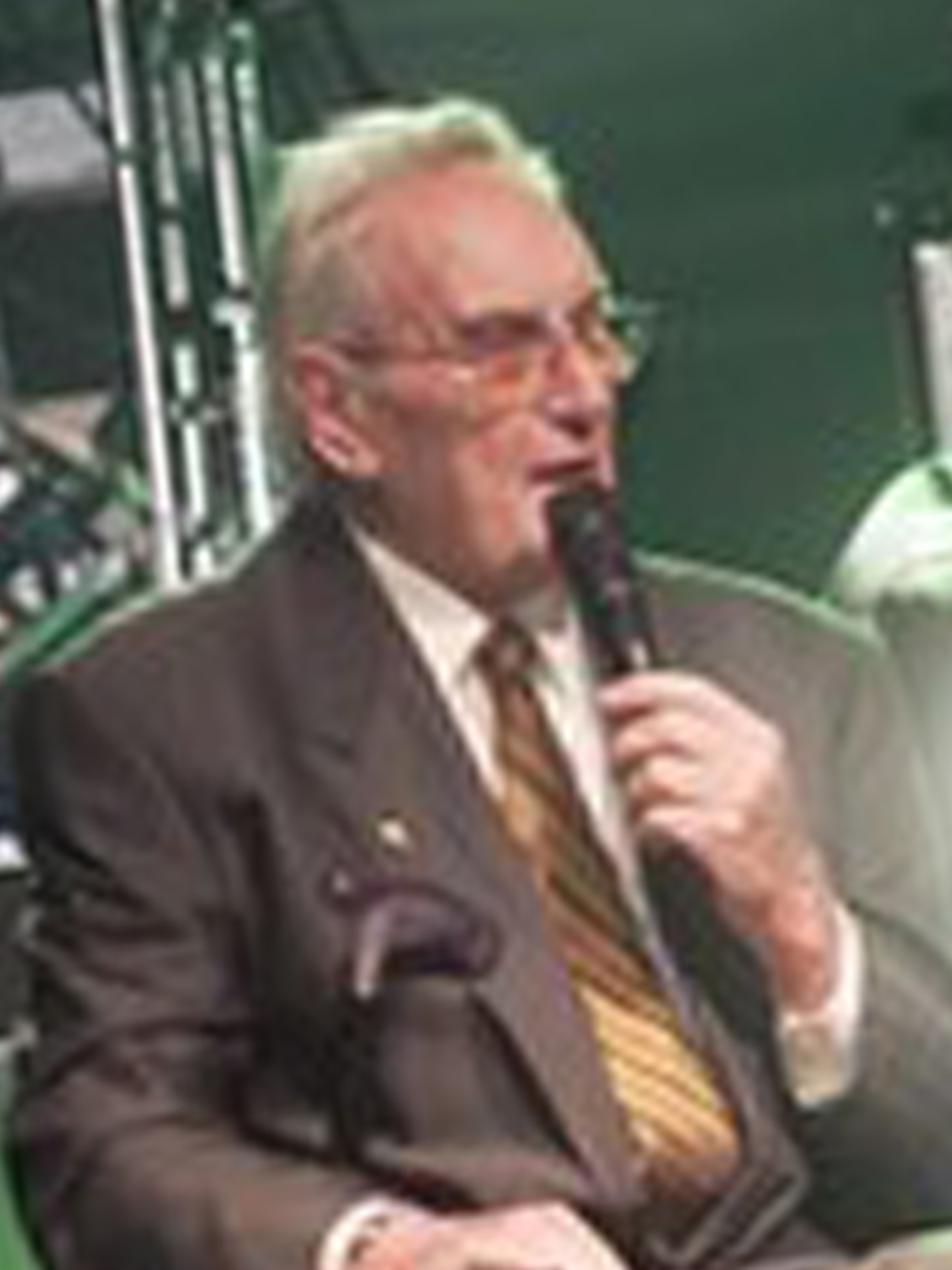
فيدون ماثيو
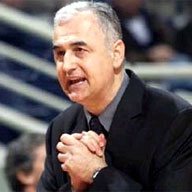
دراغان شاكوتا
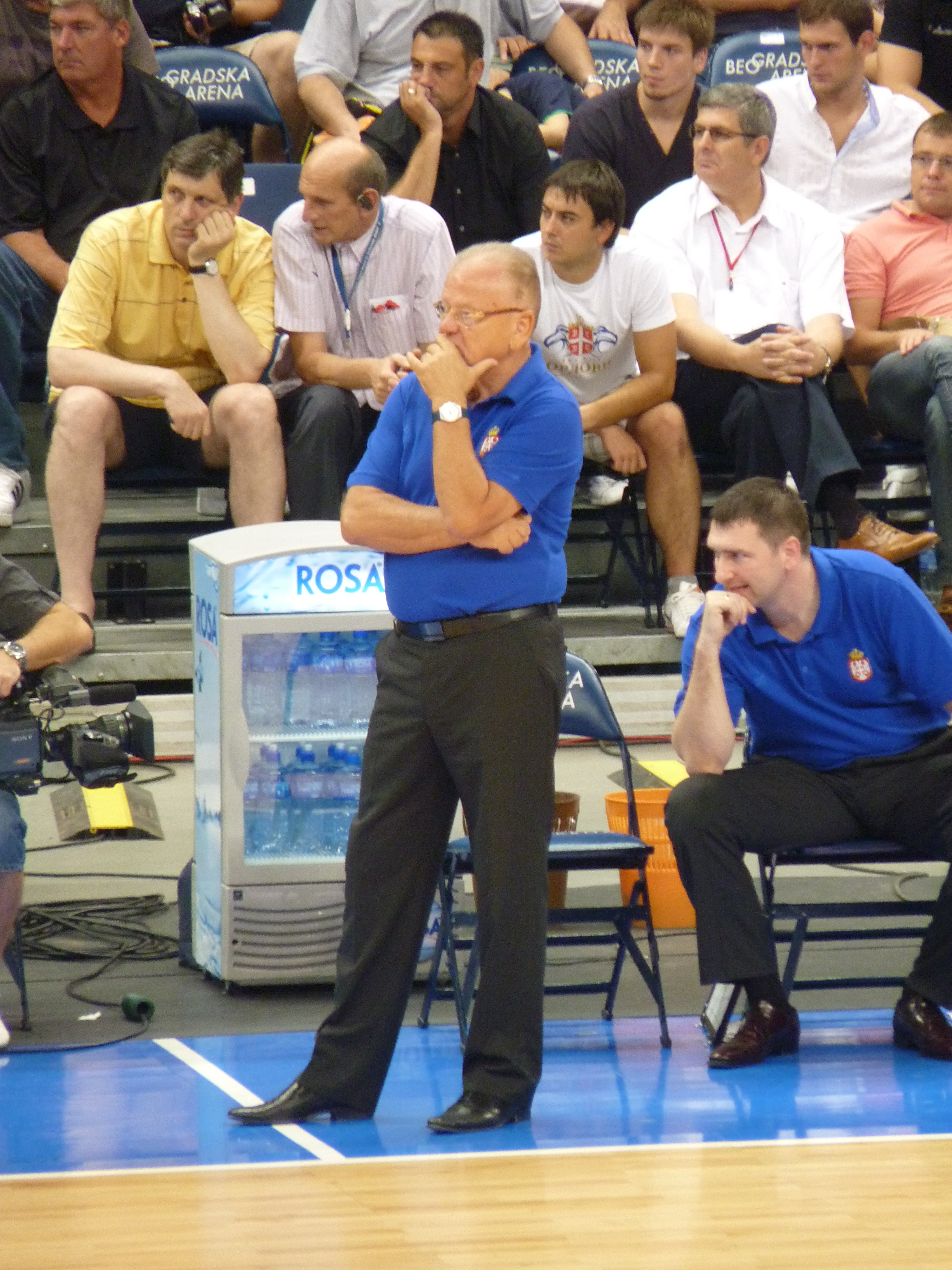
دوشان إيفكوفيتش:
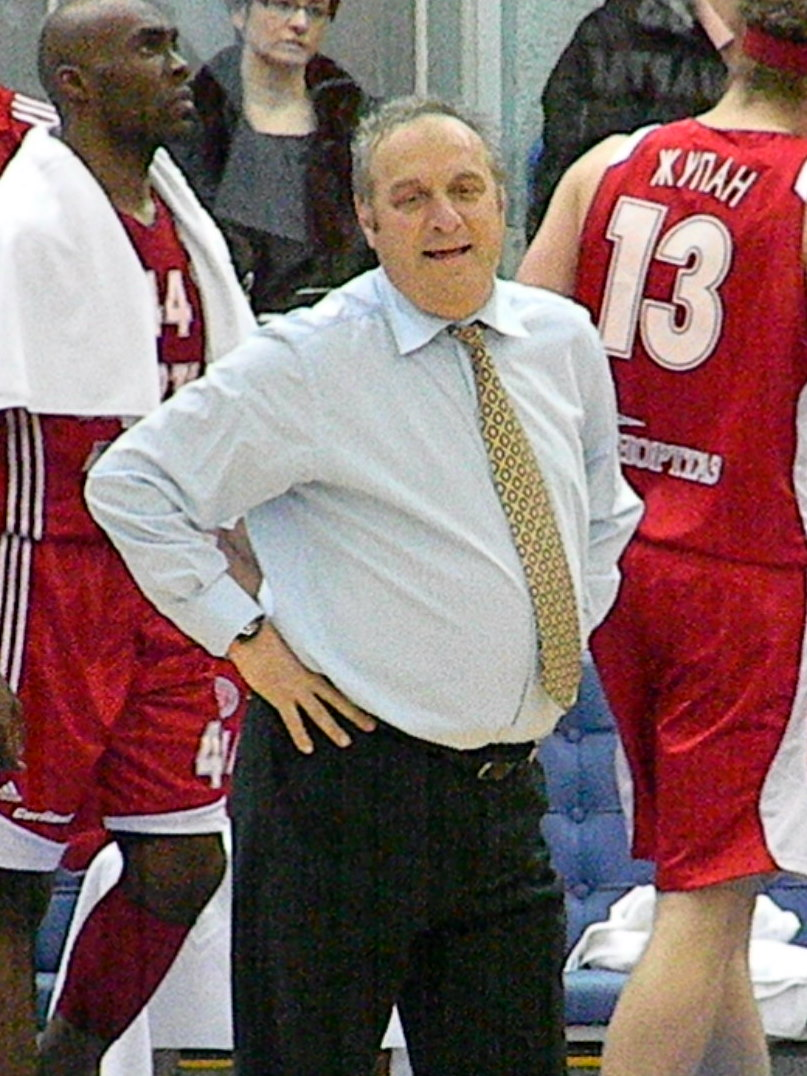
زڤى شيرف
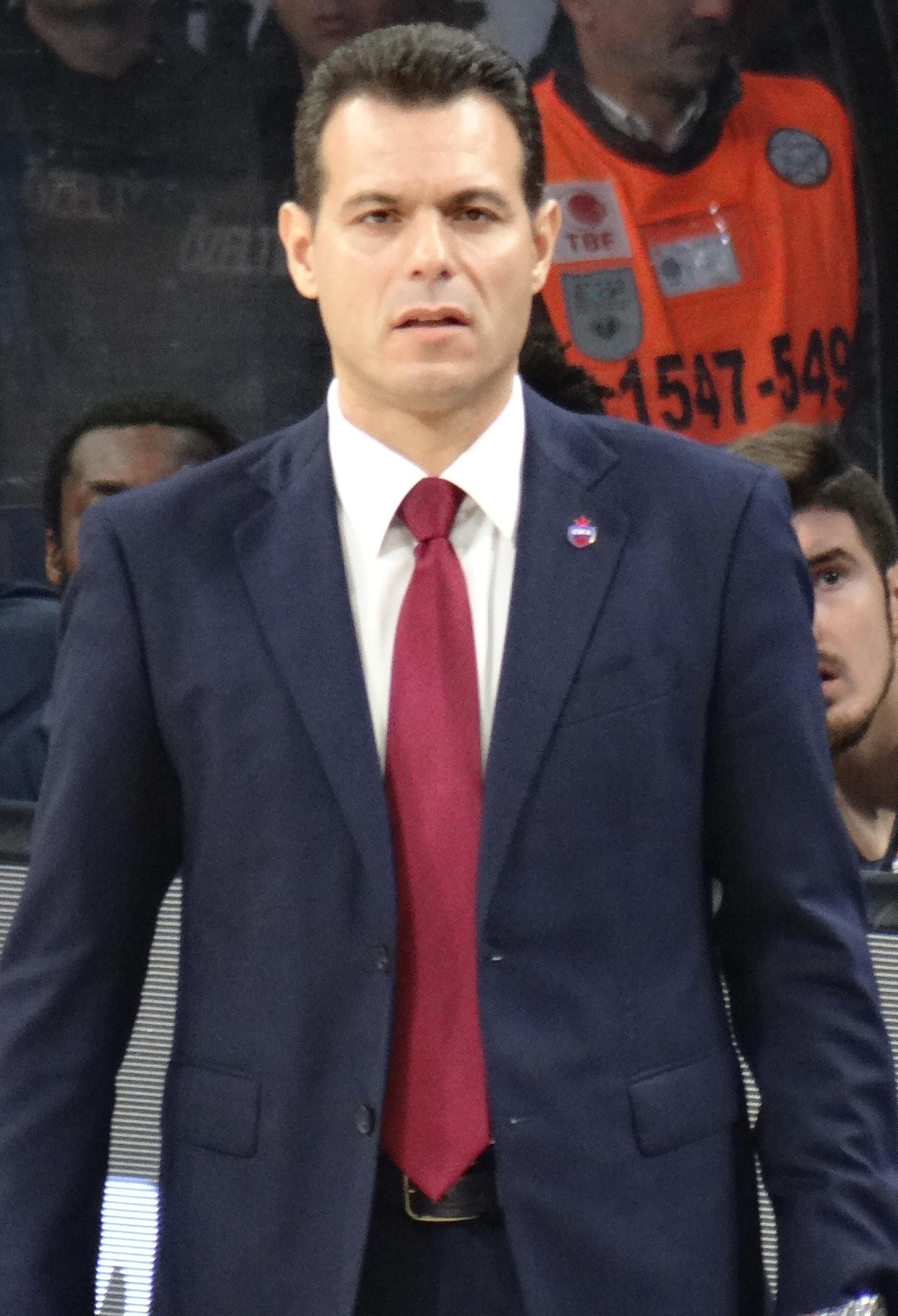
ديميتريس ايتوديس
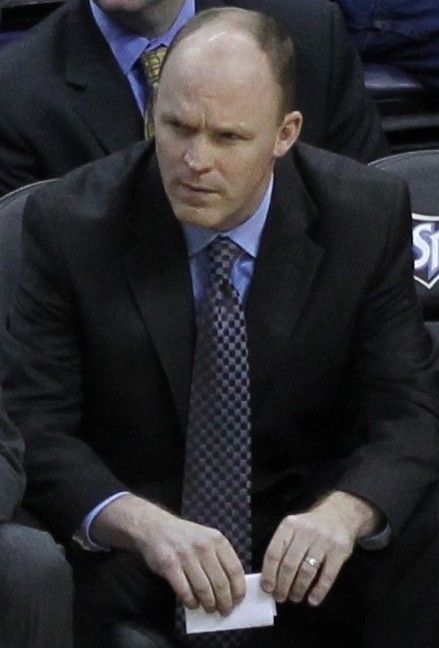
سكوت سكايلز